# Musikjahr 1982
Liste der Musikjahre

◄◄ | ◄ | 1978 | 1979 | 1980 | 1981 | Musikjahr 1982 | 1983 | 1984 | 1985 | 1986 | ► | ►►

Weitere Ereignisse · Country-Musik
Dieser Artikel behandelt das Musikjahr 1982.
Zu den erfolgreichsten Künstlern in Deutschland gehörte zur Blütezeit der Neuen Deutschen Welle die Spider Murphy Gang, die mit Dolce Vita nicht nur das meistverkaufte Album, sondern mit Skandal im Sperrbezirk auch die zweiterfolgreichste Single vorweisen konnte. International zählte Olivia Newton-John zu den erfolgreichen Künstlerinnen. Ihr im Vorjahr erschienener Song Physical verkaufte sich in den USA – zu Zeiten der Aerobic-Bewegung – am meisten.

## Ereignisse

### Populäre Musik

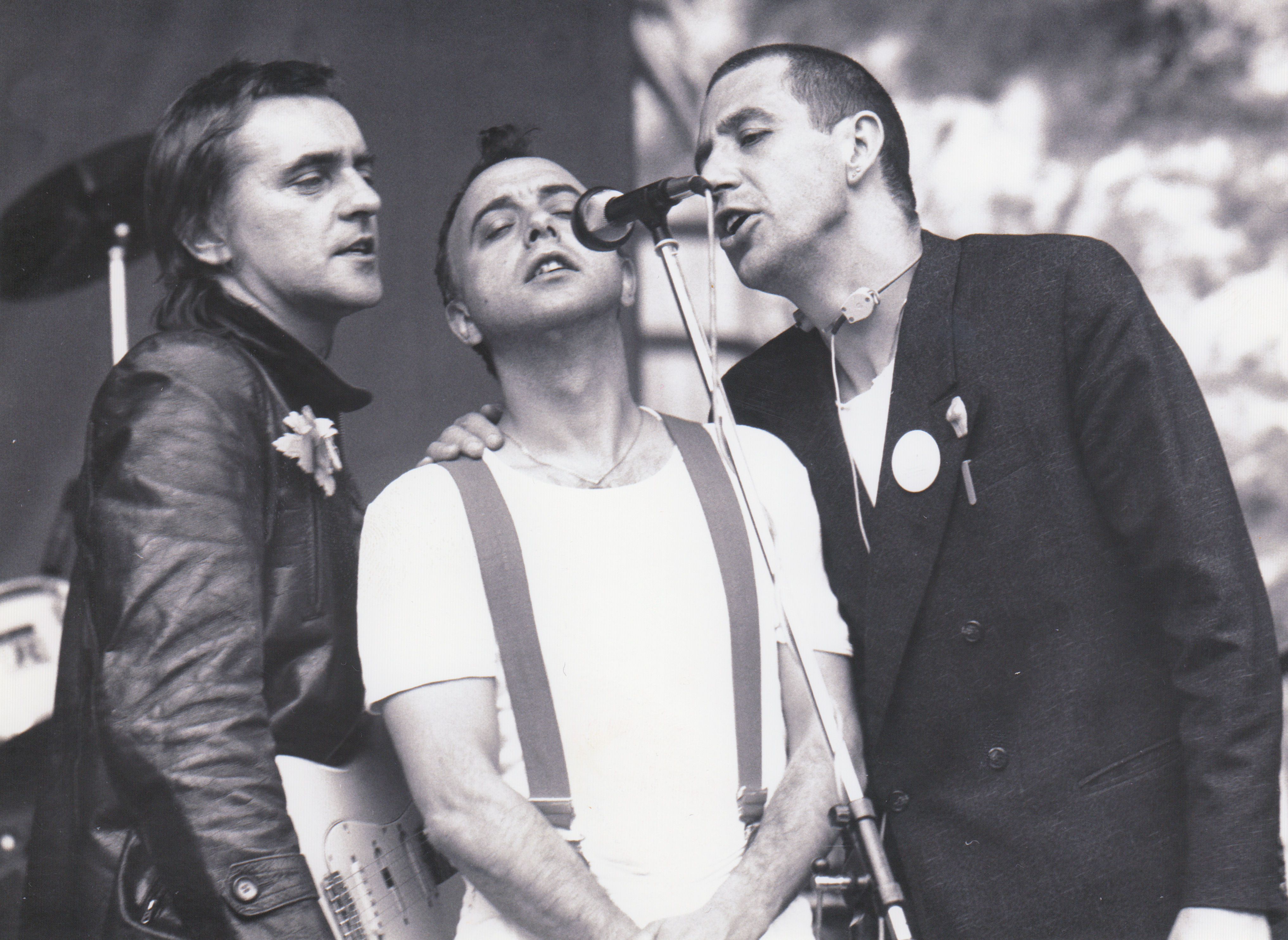
Trio bringen Da Da Da heraus

- 09. Februar: Mit Da Da Da ich lieb dich nicht du liebst mich nicht aha aha aha erscheint einer der bekanntesten Songs der Neuen Deutschen Welle.
- 06. März: Das 19. Festival da Canção findet im Teatro Municipal Maria Matos in Lissabon statt.
- 14. März: In der Radio City Hall von Anaheim spielen Metallica ihr erstes Konzert.
- 08. April: Mike Oldfield startet in Roslyn seine Five Miles Out World Tour.
- 09. April: Die britische Rockband Queen startet in Göteborg ihre Hot Space Tour.
- 24. April: Nicole gewinnt in Harrogate mit dem Lied Ein bißchen Frieden für Deutschland die 27. Auflage des Eurovision Song Contest. Bis 2010 ist es der einzige deutsche und der zweite deutschsprachige Titel, der einen Grand Prix gewinnt.
- 01. August: Die Band Genesis startet in Peoria ihre Three Sides Live Encore Tour.
- 01. September: Die britisch-US-amerikanische Rockband Fleetwood Mac startet in Greensboro ihre Mirage Tour. Die Mini-Konzerttournee endet nach 33 Konzerten am 31. Oktober in Austin.
- 11. September: Beim Bochumer Konzert Künstler für den Frieden treten zur Unterstützung der Friedensbewegung über 200 deutsche und internationale Künstler vor rund 200.000 Menschen auf.
- 24. Oktober: Der US-amerikanische Singer-Songwriter Billy Joel startet in Salt Lake City seine The Nylon Curtain Tour.
- 16. November: Die schwedische Popgruppe ABBA dreht zu Under Attack ihr letztes Musikvideo vor ihrer langjährigen Bandpause.
- 21. November: Phil Collins geht erstmals als Solo-Künstler auf Tournee und startet in Den Haag seine The Hello, I Must Be Going Tour.
- 30. November: Die britische Rockband Dire Straits startet in Guildford ihre Love over Gold Tour.
- 11. Dezember: Die schwedische Band ABBA hat ihren letzten gemeinsamen Fernsehauftritt. Die Gruppe trennt sich für viele Jahre, wobei von einer „Pause“ gesprochen wird. Die ehemaligen Bandmitglieder kündigen an, künftig eigene Projekte zu verfolgen.

### Klassische Musik und Musiktheater
- 07. Oktober: Andrew Lloyd Webbers seit Mai 1981 erfolgreich in London aufgeführtes Musical Cats erlebt seine Broadway-Premiere.
- 13. Oktober: Uraufführung der Oper Candide von Leonard Bernstein an der New York City Opera an New York
- 06. November: Uraufführung der Oper Wuthering Heights von Bernard Herrmann in Portland
- Waleri Alexandrowitsch Gawrilin: Anjuta, Ballett
- Michael Radulescu: Sieben Choräle zur Passion

### Film
- 11. Juni: In den Vereinigten Staaten kommt Steven Spielbergs Film E.T. – Der Außerirdische in die Filmtheater. Die Filmmusik von John Williams erhält einen Oscar, einen Golden Globe Award und einen BAFTA Award in der Kategorie Beste Filmmusik.
- La Traviata – italienischer Film, der von Franco Zeffirelli geschrieben, gestaltet und inszeniert wurde. Er basiert auf der 1853 uraufgeführten gleichnamigen Oper von Giuseppe Verdi (Musik) und Francesco Maria Piave (Libretto)
- Starstruck – australischer Musical-Film unter der Regie von Gillian Armstrong nach einem Drehbuch von Stephen MacLean

### Musikindustrie
- 17. August: Die Plattenfirma Polygram stellt die ersten Audio-CDs vor: Walzer von Frédéric Chopin, gespielt von Claudio Arrau, sowie das Album The Visitors der Musikgruppe ABBA.
- 01. Oktober: Die Firma Sony bringt in Japan mit dem Sony CDP-101 den ersten kommerziellen CD-Spieler auf den Markt.

## Musikcharts

### Deutschland
| Singles                                                 | Position | Alben                                         |
| ------------------------------------------------------- | -------- | --------------------------------------------- |
|                                                         |          |                                               |
| Maid of Orleans OMD (Orchestral Manoeuvres in the Dark) | 1        | Dolce Vita Spider Murphy Gang                 |
| Skandal im Sperrbezirk Spider Murphy Gang               | 2        | Für usszeschnigge! BAP                        |
| Felicità Al Bano & Romina Power                         | 3        | 4 Foreigner                                   |
| Adios Amor Andy Borg                                    | 4        | 85555 Spliff                                  |
| Der Kommissar Falco                                     | 5        | Five Miles Out Mike Oldfield                  |
| Da Da Da Trio                                           | 6        | Best Moves Chris de Burgh                     |
| Goldener Reiter Joachim Witt                            | 7        | Ich will leben Peter Maffay                   |
| Ein bißchen Frieden Nicole                              | 8        | The Concert in Central Park Simon & Garfunkel |
| Una notte speciale Alice                                | 9        | Eye in the Sky The Alan Parsons Project       |
| Ich will Spaß Markus                                    | 10       | Ihre größten Erfolge Extrabreit               |

Die längsten Nummer-eins-Singles
Lieder, die die meiste Zeit während eines anderen Jahres auf Platz eins der Charts verbrachten, werden hier nicht aufgeführt.
1. F. R. David – Words (11 Wochen)
2. Spider Murphy Gang – Skandal im Sperrbezirk (8 Wochen)
3. Gottlieb Wendehals – Polonäse Blankenese (6 Wochen)

Die längsten Nummer-eins-Alben
Alben, die die meiste Zeit während eines anderen Jahres auf Platz eins der Charts verbrachten, werden hier nicht aufgeführt.
1. BAP – Vun drinne noh drusse (9 Wochen)
2. Spider Murphy Gang – Dolce Vita (8 Wochen)
3. Nicole – Ein bißchen Frieden (6 Wochen)

Alle Nummer-eins-Hits und die Hits des Jahres

### Österreich
| Singles                                                            | Position | Alben                                                 |
| ------------------------------------------------------------------ | -------- | ----------------------------------------------------- |
|                                                                    |          |                                                       |
| Adios Amor Andy Borg                                               | 1        | Einzelhaft Falco                                      |
| Ein bißchen Frieden Nicole                                         | 2        | Shaky Shakin’ Stevens                                 |
| Der Kommissar Falco                                                | 3        | Ein bißchen Frieden Nicole                            |
| Oben ohne Rainhard Fendrich                                        | 4        | Und alles is ganz anders word’n Rainhard Fendrich     |
| Puppe (Du bist a moderne Hex’) Nickerbocker                        | 5        | The Concert In Central Park Simon & Garfunkel         |
| Maid of Orleans (The Waltz Joan of Arc) OMD                        | 6        | Eye in the Sky The Alan Parsons Project               |
| Skandal im Sperrbezirk Spider Murphy Gang                          | 7        | Tug of War Paul McCartney                             |
| Schickeria Rainhard Fendrich                                       | 8        | Dolce Vita Spider Murphy Gang                         |
| Da Da Da ich lieb dich nicht du liebst mich nicht aha aha aha Trio | 9        | Eleven Opus                                           |
| Ebony and Ivory Paul McCartney & Stevie Wonder                     | 10       | Still Life (American Concert 1981) The Rolling Stones |

Die längsten Nummer-eins-Singles
Lieder, die die meiste Zeit während eines anderen Jahres auf Platz 1 der Charts verbrachten, werden hier nicht aufgeführt.
1. Rainhard Fendrich – Oben ohne (9 Wochen)
2. Falco – Der Kommissar; Nicole – Ein bißchen Frieden; Andy Borg – Adios Amor (jeweils 5 Wochen)
3. Richard Sanderson – Reality; Spider Murphy Gang – Skandal im Sperrbezirk; Trio – Da Da Da ich lieb dich nicht du liebst mich nicht aha aha aha; F. R. David – Words; Relax – Weil i di mog (jeweils 4 Wochen)

Die längsten Nummer-eins-Alben
Alben, die die meiste Zeit während eines anderen Jahres auf Platz eins der Charts verbrachten, werden hier nicht aufgeführt.
1. Nicole – Ein bißchen Frieden (9 Wochen)
2. Royal Philharmonic Orchestra – Classic Disco; Shakin’ Stevens – Shaky; Spider Murphy Gang – Dolce Vita; Rainhard Fendrich – Zwischen eins und vier (jeweils 4 Wochen)
3. Kurti Elsasser – Bunte Welt; The Alan Parsons Project – Eye in the Sky; Dire Straits – Love over Gold (jeweils 3 Wochen)

Alle Nummer-eins-Hits und die Hits des Jahres

### Schweiz
| Position | Singles                                                 |
| -------- | ------------------------------------------------------- |
|          |                                                         |
| 1        | Words F. R. David                                       |
| 2        | I’ll Find My Way Home Jon & Vangelis                    |
| 3        | Da Da Da Trio                                           |
| 4        | Oh Julie Shakin’ Stevens                                |
| 5        | Hard to Say I’m Sorry Chicago                           |
| 6        | Maid of Orleans OMD (Orchestral Manoeuvres in the Dark) |
| 7        | Down Under Men at Work                                  |
| 8        | Ein bißchen Frieden Nicole                              |
| 9        | Abracadabra Steve Miller Band                           |
| 10       | Ebony and Ivory Paul McCartney & Stevie Wonder          |

Die längsten Nummer-eins-Singles
Lieder, die die meiste Zeit während eines anderen Jahres auf Platz 1 der Charts verbrachten, werden hier nicht aufgeführt.
1. Nicole – Ein bißchen Frieden; Steve Miller Band – Abracadabra; F. R. David – Words (jeweils 6 Wochen)
2. Shakin’ Stevens – Oh Julie; Trio – Da Da Da ich lieb dich nicht du liebst mich nicht aha aha aha (jeweils 5 Wochen)
3. Al Bano & Romina Power – Sharazan; Men at Work – Down Under (jeweils 4 Wochen)

Alle Nummer-eins-Hits und die Hits des Jahres

### Vereinigtes Königreich
| Singles                                                     | Position | Alben                                         |
| ----------------------------------------------------------- | -------- | --------------------------------------------- |
|                                                             |          |                                               |
| Come On Eileen Dexys Midnight Runners & the Emerald Express | 1        | Love Songs Barbra Streisand                   |
| Fame Irene Cara                                             | 2        | The Kids from Fame (Verschiedene Interpreten) |
| Eye of the Tiger Survivor                                   | 3        | Complete Madness Madness                      |
| Do You Really Want to Hurt Me Culture Club                  | 4        | The Lexicon of Love ABC                       |
| The Lion Sleeps Tonight Tight Fit                           | 5        | Rio Duran Duran                               |
| Pass the Dutchie Musical Youth                              | 6        | The John Lennon Collection John Lennon        |
| I Don’t Wanna Dance Eddy Grant                              | 7        | Love over Gold Dire Straits                   |
| Seven Tears Goombay Dance Band                              | 8        | Pelican West Haircut One Hundred              |
| Ebony and Ivory Paul McCartney & Stevie Wonder              | 9        | Dare! The Human League                        |
| A Town Called Malice / Precious The Jam                     | 10       | Avalon Roxy Music                             |

Die längsten Nummer-eins-Singles
Lieder, die die meiste Zeit während eines anderen Jahres auf Platz 1 der Charts verbrachten, werden hier nicht aufgeführt.
1. Dexys Midnight Runners & the Emerald Express – Come On Eileen; Survivor – Eye of the Tiger (jeweils 4 Wochen)
2. The Jam – A Town Called Malice / Precious; Tight Fit – The Lion Sleeps Tonight; Goombay Dance Band – Seven Tears; Paul McCartney & Stevie Wonder – Ebony and Ivory; Irene Cara – Fame; Musical Youth – Pass the Dutchie; Culture Club – Do You Really Want to Hurt Me; Eddy Grant – I Don’t Wanna Dance; Renée and Renato – Save Your Love (jeweils 3 Wochen)

Alle weiteren Lieder waren entweder eine oder zwei Wochen auf Platz 1 gelistet.
Die längsten Nummer-eins-Alben
Alben, die die meiste Zeit während eines anderen Jahres auf Platz eins der Charts verbrachten, werden hier nicht aufgeführt.
1. (Verschiedene Interpreten) – The Kids from Fame (12 Wochen)
2. Barbra Streisand – Love Songs (9 Wochen)
3. John Lennon – The John Lennon Collection (5 Wochen)

Alle Nummer-eins-Hits und die Hits des Jahres

### Vereinigte Staaten
Die längsten Nummer-eins-Singles
Lieder, die die meiste Zeit während eines anderen Jahres auf Platz 1 der Charts verbrachten, werden hier nicht aufgeführt.
1. Joan Jett & The Blackhearts – I Love Rock ’n’ Roll; Paul McCartney & Stevie Wonder – Ebony and Ivory (jeweils 7 Wochen)
2. Survivor – Eye of the Tiger; The J. Geils Band – Centerfold (jeweils 6 Wochen)
3. Olivia Newton-John – Physical; John Mellencamp – Jack & Diane (jeweils 4 Wochen)

Die längsten Nummer-eins-Alben
Alben, die die meiste Zeit während eines anderen Jahres auf Platz eins der Charts verbrachten, werden hier nicht aufgeführt.
1. Asia – Asia; John Cougar – American Fool (jeweils 9 Wochen)
2. Men at Work – Business as Usual (7 Wochen)
3. Go-Go’s – Beauty and the Beat (6 Wochen)

Alle Nummer-eins-Hits und die Hits des Jahres

### Charts in weiteren Ländern
Siehe auch: Nummer-eins-Hits 1982 in  Australien, Belgien, Deutschland, Finnland, Frankreich, Irland, Italien, Japan, Kanada, Neuseeland, den Niederlanden, Norwegen, Österreich, Schweden, der Schweiz, Spanien, den Vereinigten Staaten und im Vereinigten Königreich.

## Musikpreise und Ehrungen

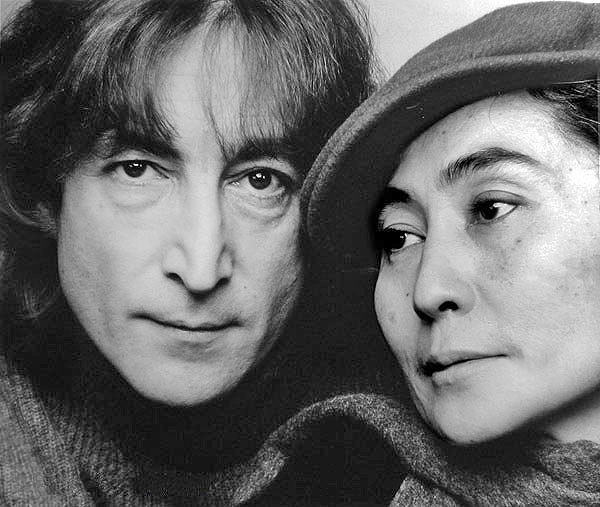
John Lennon und Yoko Ono, hier im November 1980 kurz vor Lennons Tod, wurde der Grammy für Double Fantasy zuerkannt.

### Grammy Awards 1982
Single des Jahres (Record of the Year):
- Bette Davis Eyes von Kim Carnes

Album des Jahres (Album of the Year):
- Double Fantasy von John Lennon & Yoko Ono

Song des Jahres (Song of the Year):
- Bette Davis Eyes von Kim Carnes (Autoren: Donna Weiss, Jackie DeShannon)

Bester neuer Künstler (Best New Artist):
- Sheena Easton

### Oscar 1982

#### Beste Filmmusik
Vangelis – Die Stunde des Siegers (Chariots of Fire) 
Dave Grusin – Am goldenen See (On Golden Pond)
Randy Newman – Ragtime
Alex North – Der Drachentöter (Dragonslayer)
John Williams – Jäger des verlorenen Schatzes (Raiders of the Lost Ark)

#### Bester Song
„Arthur’s Theme (Best That You Can Do)“ aus Arthur – Kein Kind von Traurigkeit (Arthur) – Peter Allen, Burt Bacharach, Christopher Cross, Carole Bayer Sager
„Endless Love“ aus Endlose Liebe (Endless Love) – Lionel Richie
„One More Hour“ aus Ragtime – Randy Newman
„For Your Eyes Only“ aus James Bond 007 – In tödlicher Mission (For Your Eyes Only) – Bill Conti, Michael Leeson
„The First Time It Happens“ aus Die große Muppet-Sause (The Great Muppet Caper) – Joe Raposo

#### Bester Ton
Roy Charman, Gregg Landaker, Steve Maslow, Bill Varney – Jäger des verlorenen Schatzes (Raiders of the Lost Ark) 
Tom Fleischman, Simon Kaye, Dick Vorisek – Reds
Robert W. Glass Jr., Robin Gregory, Robert Thirlwell, John Wilkinson – Outland – Planet der Verdammten (Outland)
Jay M. Harding, Michael J. Kohut, Al Overton Jr., Richard Tyler – Tanz in den Wolken (Pennies from Heaven)
Richard Portman, David M. Ronne – Am goldenen See (On Golden Pond)

### Musikwettbewerbe
Eurovision Song Contest
1. Nicole: Ein bißchen Frieden
2. Avi Toledano: Hora
3. Arlette Zola: Amour on t’aime
4. Stella: Si tu aimes ma musique
5. Anna Vissi: Mono i agapi

## Jahresbestenlisten

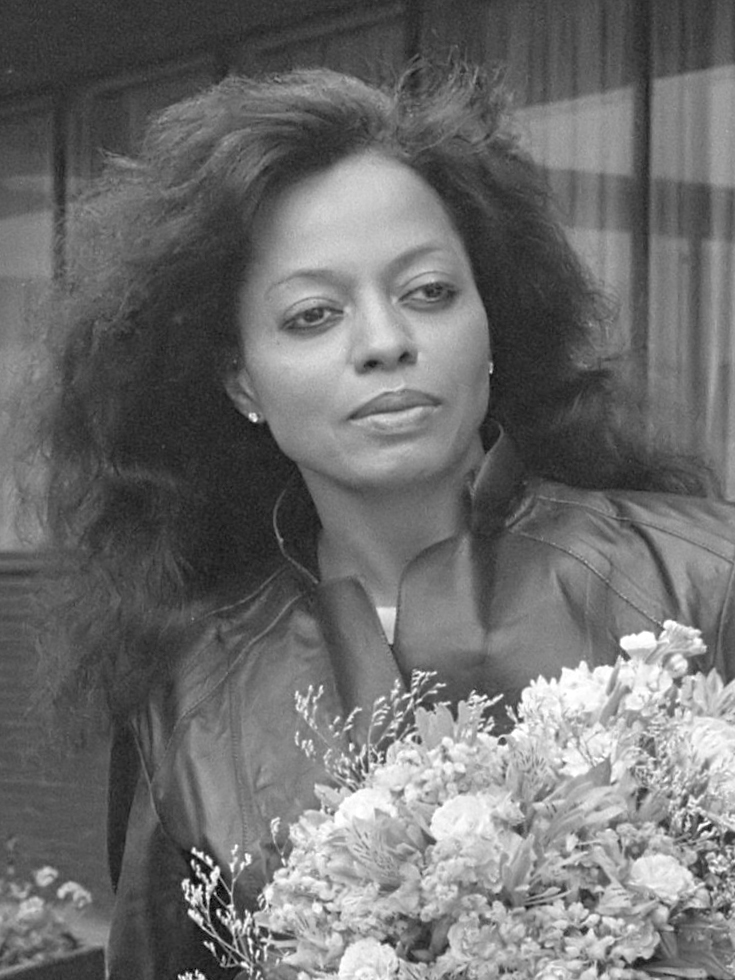
Diana Ross sang mit Why Do Fools Fall in Love einen der Hits des Jahres

### Popkultur.de

#### Songs
1. Diana Ross – Why Do Fools Fall in Love
2. Fleetwood Mac – Hold Me
3. Nicole – Ein bißchen Frieden
4. Survivor – Eye of the Tiger
5. Orchestral Manoeuvres in the Dark – Maid of Orleans
6. Culture Club – Do You Really Want to Hurt Me
7. Falco – Der Kommissar
8. Men at Work – Who Can It Be Now?
9. Elton John – Blue Eyes
10. Journey – Don’t Stop Believin’

## Gründungen
- Die Ärzte – deutsche Punkrockband aus Berlin
- Die Toten Hosen – deutsche Punkrockband aus Düsseldorf
- Haindling – vom niederbayerischen Musiker Hans-Jürgen Buchner gegründete Musikgruppe, deren Stil der Neuen Volksmusik zuzurechnen ist
- Kreator – deutsche Thrash-Metal-Band
- Minimum Vital – französische Progressive-Rock-Band
- Mr. Mister – US-amerikanische Pop-Rock-Band
- RIM SHOUT – deutsche Punkband aus Dortmund
- Sade – britische R&B- und Soul-Band aus London
- Sodom – deutsche Thrash-Metal-Band aus Gelsenkirchen
- W.A.S.P. – US-amerikanische Metal-Band aus Los Angeles

## Neuveröffentlichungen (Auswahl)

### Lieder und Kompositionen
| Lied                                                          | Text                                                                       | Musik                                                                      | Erstinterpret                     | Label                                             | Veröffentlichung   | Genre                                          | Album                               | Weitere Informationen |
| ------------------------------------------------------------- | -------------------------------------------------------------------------- | -------------------------------------------------------------------------- | --------------------------------- | ------------------------------------------------- | ------------------ | ---------------------------------------------- | ----------------------------------- | --------------------- |
| Adios Maria                                                   | Michael Kunze                                                              | Joachim Heider                                                             | Freddy Quinn                      | Polydor                                           | 1982               | Schlager                                       | Und darum bin ich heute wieder hier |                       |
| Admiral William Brown                                         |                                                                            |                                                                            | The Wolfe Tones                   |                                                   | 1982               |                                                |                                     |                       |
| All the Man That I Need                                       | Michael Gore, Dean Pitchford                                               | Michael Gore, Dean Pitchford                                               | Linda Clifford                    |                                                   | 1982               | Contemporary R&B, Gospel, Pop                  | I’ll Keep on Loving You             |                       |
| Are You Going with Me?                                        |                                                                            | Pat Metheny und Lyle Mays                                                  | Pat Metheny Group                 | ECM Records                                       | 1982               | Fusion, Jazz-Rock                              | Offramp                             | Instrumentalstück     |
| Atme in uns, Heiliger Geist                                   | Jean-Marc Morin (FR); Thomas Csanady und Roger Ibounigg (DE)               | Pierre Mugnier und Viviane Mugnier                                         |                                   |                                                   | 1982               | Neues Geistliches Lieder                       |                                     |                       |
| Breaking Us in Two                                            | Joe Jackson                                                                | Joe Jackson                                                                | Joe Jackson                       | A&M Records                                       | 13. August 1982    | Pop                                            | Night and Day                       |                       |
| Budapest                                                      | Michael Kunze                                                              | Joachim Heider                                                             | Freddy Quinn                      | Polydor                                           | 1982               | Schlager                                       | Und darum bin ich heute wieder hier |                       |
| Da war ein Glanz in seinen Augen                              | Curt Weiner                                                                | Freddy Quinn                                                               | Freddy Quinn                      | Polydor                                           | 1982               | Schlager                                       | Und darum bin ich heute wieder hier |                       |
| Da Da Da ich lieb dich nicht du liebst mich nicht aha aha aha | Kralle Krawinkel, Stephan Remmler                                          | Kralle Krawinkel, Stephan Remmler                                          | Trio                              | Mercury Records                                   | 9. Februar 1982    | Neue Deutsche Welle                            | Trio                                |                       |
| Die Glotze ... und das alles in Farbe                         | Udo Jürgens, Michael Kunze                                                 | Udo Jürgens, Michael Kunze                                                 | Udo Jürgens                       | Ariola                                            | Februar 1982       | Schlager                                       | Silberstreifen                      |                       |
| Family Man                                                    | Mike Oldfield, Tim Cross, Rick Fenn, Mike Frye, Morris Pert, Maggie Reilly | Mike Oldfield, Tim Cross, Rick Fenn, Mike Frye, Morris Pert, Maggie Reilly | Mike Oldfield                     | Virgin Records                                    | 19. März 1982      | Pop, Rock                                      | Five Miles Out                      |                       |
| Five Miles Out                                                | Mike Oldfield                                                              | Mike Oldfield                                                              | Mike Oldfield feat. Maggie Reilly | Virgin Records                                    | 18. Februar 1982   | Pop, Rock                                      | Electronic Rock, Progressive Rock   |                       |
| Hallo Klaus (i wü nur zruck)                                  | Nikolaus Kalita                                                            | Nikolaus Kalita                                                            | Nickerbocker & Biene              | Telefunken                                        | 1982               | Schlager                                       |                                     |                       |
| Las Palabras de Amor                                          | Brian May                                                                  | Brian May                                                                  | Queen                             | EMI                                               | 5. April 1982      | Rock                                           | Hot Space                           |                       |
| Major Tom                                                     | Peter Schilling                                                            | Peter Schilling                                                            | Peter Schilling                   | WEA                                               | November 1982      | Neue Deutsche Welle                            | Fehler im System                    |                       |
| Mistake                                                       | Mike Oldfield                                                              | Mike Oldfield                                                              | The Mike Oldfield Group           | Virgin Records                                    | 10. August 1982    | Pop-Rock                                       | The Mike Oldfield EP                |                       |
| More Than This                                                | Bryan Ferry                                                                | Bryan Ferry                                                                | Roxy Music                        | E.G. Records                                      | März 1982          | Pop                                            | Avalon                              |                       |
| Nie mehr Schule                                               | Falco                                                                      | Falco                                                                      | Falco                             | GIG Records                                       | 19. Februar 1982   | Pop                                            | Einzelhaft                          |                       |
| Peter Pan                                                     | Bernd Meinunger, Ralph Siegel                                              | Bernd Meinunger, Ralph Siegel                                              | Paola                             | CBS Records                                       | 1982               | Schlager                                       |                                     |                       |
| Physical                                                      | Steve Kipner, Terry Shaddick                                               | Steve Kipner, Terry Shaddick                                               | Olivia Newton-John                | MCA Records                                       | 28. September 1982 | Dance-Pop, Pop-Rock                            | Physical                            |                       |
| Real Men                                                      | Joe Jackson                                                                | Joe Jackson                                                                | Joe Jackson                       | A&M Records                                       | 11. Juni 1982      | Pop                                            | Night and Day                       |                       |
| San Jacinto                                                   | Peter Gabriel                                                              | Peter Gabriel                                                              | Peter Gabriel                     | Charisma (UK), Geffen (USA)                       | 6. September 1982  | Artrock, Pop, Progressive Rock                 | Peter Gabriel                       |                       |
| Sonne statt Reagan                                            | Alaine Thomé, Manfred Boecker                                              | Alaine Thomé, Manfred Boecker                                              | Joseph Beuys & die Deserteure     | Musikant, EMI Electrola                           | 3. Juli 1982       | Neue Deutsche Welle, Novelty Song, Protestlied |                                     |                       |
| Steppin’ Out                                                  | Joe Jackson                                                                | Joe Jackson                                                                | Joe Jackson                       | A&M Records                                       | August 1982        | Synthiepop                                     | Night and Day                       |                       |
| Strange Little Girl                                           | The Stranglers                                                             | The Stranglers                                                             | The Stranglers                    | Liberty Records                                   | 9. Juli 1982       | Pop                                            |                                     |                       |
| The Beatles’ Movie Medley                                     | Lennon/McCartney                                                           | Lennon/McCartney                                                           | The Beatles                       |                                                   | 22. März 1982      | Pop                                            |                                     |                       |
| The Rhythm of the Heat                                        | Peter Gabriel                                                              | Peter Gabriel                                                              | Peter Gabriel                     | Charisma (UK), Geffen (USA)                       | 6. September 1982  | Artrock, Pop, Progressive Rock, Worldbeat      | Peter Gabriel (Security)            |                       |
| Town Cryer                                                    | Elvis Costello                                                             | Elvis Costello                                                             | Elvis Costello                    | F-Beat                                            | 30. Juli 1982      | New Wave                                       | Imperial Bedroom                    |                       |
| Tug of War                                                    | Paul McCartney                                                             | Paul McCartney                                                             | Paul McCartney                    | Parlophone/EMI (UK) Columbia Records (USA/Kanada) | 13. September 1982 | Pop                                            | Tug of War                          |                       |
| Wake Up My Love                                               | George Harrison                                                            | George Harrison                                                            | George Harrison                   | Dark Horse Records, Warner Brothers, EMI Group    | 29. Oktober 1982   | Pop                                            | Gone Troppo                         |                       |
| Wallflower                                                    | Peter Gabriel                                                              | Peter Gabriel                                                              | Peter Gabriel                     | Charisma (UK), Geffen (USA)                       | 6. September 1982  | Artrock, Pop, Progressive Rock, Worldbeat      | Peter Gabriel (Security)            |                       |
| Wenn unsere Brüder kommen                                     | Konstantin Wecker                                                          | Konstantin Wecker                                                          | Konstantin Wecker                 | Universal Music Group                             | 1982               | Liedermacher                                   | Wecker                              |                       |

### Alben
| Album                                  | Interpret                               | Label                                   | Veröffentlichung   | Genre                                               | Weitere Informationen                               |
| -------------------------------------- | --------------------------------------- | --------------------------------------- | ------------------ | --------------------------------------------------- | --------------------------------------------------- |
| 1+9+8+2                                | Status Quo                              | Vertigo Records                         | 16. April 1982     | Rock                                                |                                                     |
| 1999                                   | Prince                                  | Warner Bros. Records                    | 27. Oktober 1982   | Contemporary R&B, Electro Funk, Dance, Funk, Pop    |                                                     |
| 2XS                                    | Nazareth                                | Vertigo Records                         | 12. Juli 1982      | Hard Rock                                           |                                                     |
| A Broken Frame                         | Depeche Mode                            | Mute Records, Sire Records (USA/Kanada) | 27. September 1982 | Synthie-Pop, New Wave, Dance Alternative, Post-Punk |                                                     |
| Abominog                               | Uriah Heep                              | Bronze Records                          | März 1982          | Hard Rock, Heavy Metal                              |                                                     |
| Absolutely Live                        | Rod Stewart                             | Warner Bros.                            | November 1982      | Rock, Popmusik, Folk-Rock                           |                                                     |
| Battle Hymns                           | Manowar                                 | Liberty Records                         | 14. Juni 1982      | True Metal                                          | Debütalbum                                          |
| Billy Idol                             | Billy Idol                              | Chrysalis Records                       | 16. Juli 1982      | Hard Rock, Punkrock, New Wave                       | Debütalbum                                          |
| Branigan                               | Laura Branigan                          | Atlantic Records                        | 8. März 1982       | Rock                                                |                                                     |
| Chicago 16                             | Chicago                                 | Full Moon Records, Virgin               | 7. Juni 1982       | Rock                                                |                                                     |
| Chronic Town                           | R.E.M.                                  | I.R.S. Records                          | 24. August 1982    | Jangle-Pop, Folk-Rock, Garage Rock                  | EP                                                  |
| Church of Hawkwind                     | Hawkwind                                | Active Records                          | 14. Mai 1982       | Space Rock                                          |                                                     |
| City Baby Attacked by Rats             | GBH                                     | Clay Records                            | Juli 1982          | Hardcore Punk                                       |                                                     |
| Coda                                   | Led Zeppelin                            | Swan Song                               | 19. November 1982  | Hard Rock, Bluesrock, Folk-Rock                     | Letztes Studioalbum                                 |
| Combat Rock                            | The Clash                               | CBS (Europa), Epic                      | 14. Mai 1982       | Punkrock, New Wave                                  |                                                     |
| Creatures of the Night                 | Kiss                                    | Casablanca Records                      | 25. Oktober 1982   | Hard Rock                                           |                                                     |
| Das Herz eines Boxers                  | Marius Müller-Westernhagen              | WEA Records                             | 21. Oktober 1982   | Pop, Deutschrock                                    |                                                     |
| Diver Down                             | Van Halen                               | Warner Bros.                            | 14. April 1982     | Hard Rock, Heavy Metal                              |                                                     |
| Duality                                | Howard Riley                            | View Records, Jazzprint                 | 1982               | Jazz, Neue Improvisationsmusik                      |                                                     |
| Einzelhaft                             | Falco                                   | GIG Records                             | Mai 1982           | Pop, Rock, Rap                                      | Debütalbum                                          |
| Erdenklang                             | Hubert Bognermayr und Harald Zuschrader |                                         | 1982               | Elektronische Musik                                 |                                                     |
| Eye of the Tiger                       | Survivor                                | Scotti Brothers Records                 | 8. Juni 1982       | Rock                                                |                                                     |
| Five Miles Out                         | Mike Oldfield                           | Virgin Records                          | 19. März 1982      | Progressive Rock                                    |                                                     |
| How Could Hell Be Any Worse?           | Bad Religion                            | Epitaph Records                         | 28. Januar 1982    | Punkrock                                            | Debütalbum                                          |
| Identity Crisis                        | The Sweet                               | Polydor                                 | Oktober 1982       | Rock                                                |                                                     |
| Imperial Bedroom                       | Elvis Costello                          | F-Beat                                  | 2. Juli 1982       | New Wave, Artrock                                   |                                                     |
| Iron Fist                              | Motörhead                               | Bronze Records                          | 17. April 1982     | Hard Rock, Heavy Metal                              |                                                     |
| Killers                                | Kiss                                    | Casablanca Records                      | 15. Juni 1982      | Hard Rock                                           |                                                     |
| Love over Gold                         | Dire Straits                            | Vertigo Records                         | 20. September 1982 | Rock, Progressive Rock                              |                                                     |
| Maybe It’s Live                        | Robert Palmer                           | Island Records                          | März 1982          | Rock                                                |                                                     |
| Mirage                                 | Fleetwood Mac                           | Warner Bros.                            | 18. Juni 1982      | Popmusik, Softrock                                  |                                                     |
| Nebraska                               | Bruce Springsteen                       | Columbia Records                        | 30. September 1982 | Folk, Americana, Folk-Rock, Lo-Fi                   |                                                     |
| New Gold Dream                         | Simple Minds                            | Virgin                                  | 17. September 1982 | Rock, Synthiepop                                    | vollständig eigentlich New Gold Dream (81-82-83-84) |
| Night and Day                          | Joe Jackson                             | A&M Records                             | 25. Juni 1982      | New Wave, Fusion                                    |                                                     |
| Of Human Feelings                      | Ornette Coleman                         | Antilles                                | 1982               | Jazz                                                |                                                     |
| Offramp                                | Pat Metheny                             | ECM Records                             | 1982               | Jazz                                                |                                                     |
| Ohne Filter / Bevor I Geh              | Peter Cornelius                         | Phonogram                               | Februar 1982       | Pop                                                 |                                                     |
| Pornography                            | The Cure                                | Fiction Records                         | 3. Mai 1982        | Post-Punk, Gothic Rock                              |                                                     |
| Pure Getz                              | Stan Getz                               | Concord Records                         | 1982               | Jazz                                                |                                                     |
| Rio                                    | Duran Duran                             | EMI Group                               | 10. Mai 1982       | Rock, New Wave                                      |                                                     |
| Rhythm of Youth                        | Men Without Hats                        | Sire Records                            | 20. März 1982      | New Wave, Synthiepop                                |                                                     |
| Rock’n’Roll Schuah                     | Spider Murphy Gang                      | EMI Records, Electrola                  | 12. April 1982     | Rock ’n’ Roll                                       |                                                     |
| Saints & Sinners                       | Whitesnake                              | EMI Group, Geffen                       | 20. November 1982  | Hard Rock                                           |                                                     |
| Screaming for Vengeance                | Judas Priest                            | Columbia Records                        | 17. Juli 1982      | Heavy Metal                                         |                                                     |
| Select                                 | Kim Wilde                               | RAK Records                             | 10. Mai 1982       | Synthiepop, New Wave, Pop-Rock                      |                                                     |
| Speak of the Devil                     | Ozzy Osbourne                           | Jet Records, Epic Records               | 27. November 1982  | Heavy Metal                                         | Livealbum                                           |
| Still Life                             | The Rolling Stones                      | Rolling Stones/Atlantic Records         | 1. Juni 1982       | Rock                                                | Livealbum                                           |
| The Anvil                              | Visage                                  | Polydor                                 | 26. März 1982      | New Wave, Synthie-Pop                               |                                                     |
| The Broadsword and the Beast           | Jethro Tull                             | Chrysalis Records                       | 10. April 1982     | Progressive Rock, Rock                              |                                                     |
| The Concert in Central Park            | Simon & Garfunkel                       | Warner Bros.                            | 16. Februar 1982   | Folk-Rock                                           | Livealbum                                           |
| The John Lennon Collection             | John Lennon                             | EMI Group, Geffen Records               | 1. November 1982   | Rock                                                | Kompilation                                         |
| The Name of This Band Is Talking Heads | Talking Heads                           | Sire Records                            | 24. März 1982      | New Wave, Funk, Art-Punk                            | Livealbum                                           |
| The Number of the Beast                | Iron Maiden                             | EMI Electrola GmbH & Co. KG             | 22. März 1982      | Heavy Metal                                         |                                                     |
| Thriller                               | Michael Jackson                         | Epic Records                            | 30. November 1982  | R&B, Pop, Rock, Funk                                |                                                     |
| Total egal                             | Herbert Grönemeyer                      | Intercord                               | 1982               | Rock                                                |                                                     |
| Toto IV                                | Toto                                    | Columbia Records                        | 8. April 1982      | Progressive Rock                                    |                                                     |
| Tutti Frutti                           | Spider Murphy Gang                      | EMI Records, Electrola                  | Oktober 1982       | Rock ’n’ Roll, Neue Deutsche Welle                  |                                                     |
| Umsteiger                              | Münchener Freiheit                      | Columbia Records                        | 16. April 1982     | Pop-Rock                                            | Debütalbum                                          |
| We Want Miles                          | Miles Davis                             | Columbia Records                        | 1982               | Jazz                                                |                                                     |
| Winds of Change                        | Jefferson Starship                      | Grunt Records                           | 4. Oktober 1982    | Rock, AOR                                           |                                                     |
| Zipper Catches Skin                    | Alice Cooper                            | Warner Bros. Records                    | Oktober 1982       | Rock                                                |                                                     |

## Geboren

### Januar
- 04. Januar: Mélanie Cohl, belgische Sängerin
- 06. Januar: Eddie Redmayne, britischer Schauspieler, Sänger und Model
- 12. Januar: Anne Niepold, belgische Akkordeonistin und Komponistin
- 16. Januar: Eva Mayer, österreichische Schauspielerin, Sprecherin und Sängerin
- 17. Januar: Kerstin Ott, deutsche Sängerin, Songwriterin, Gitarristin und DJ
- 18. Januar: Joanna Newsom, US-amerikanische Singer-Songwriterin, Harfenistin und Pianistin
- 20. Januar: Ben Toury, französischer Musiker
- 21. Januar: Stefanie Dreyer, deutsche Schauspielerin und Popsängerin

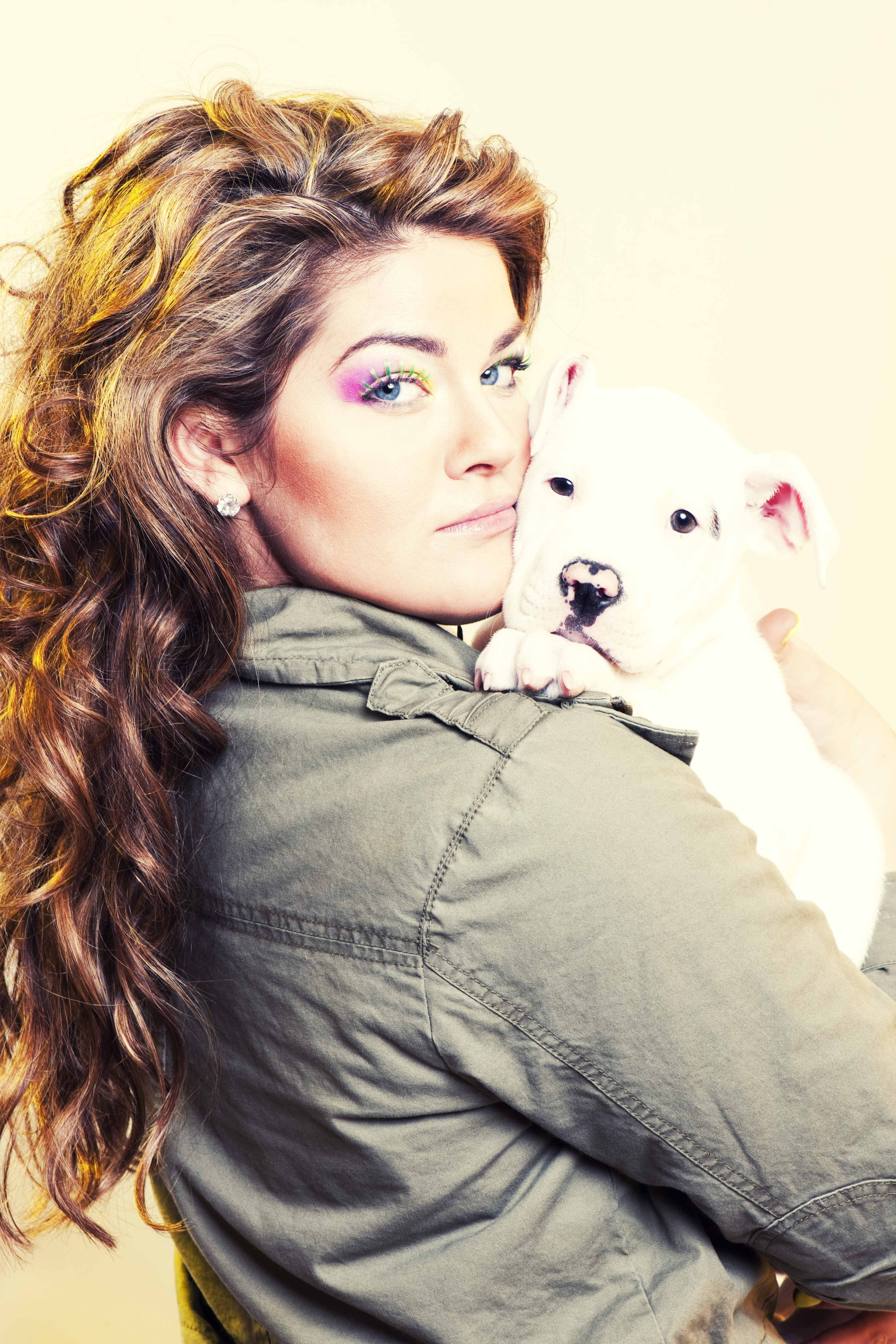
Kitty Kat; * 22. Januar

- 22. Januar: Kitty Kat, deutsche Rapperin
- 24. Januar: Jan Fila, tschechischer Komponist, Arrangeur, Kirchenorganist, Musikwissenschaftler und Lehrer
- 24. Januar: Daveed Diggs, US-amerikanischer Schauspieler und Rapper
- 25. Januar: Noemi, italienische Sängerin
- 29. Januar: Wallis Bird, irische Musikerin
- 31. Januar: Elena Paparizou, griechisch-schwedische Sängerin

### Februar
- 06. Februar: Roman Patkoló, slowakischer Musiker
- 10. Februar: Tom Schilling, deutscher Schauspieler und Musiker
- 16. Februar: Lupe Fiasco, US-amerikanischer Rapper
- 18. Februar: Juelz Santana, US-amerikanischer Rapper
- 22. Februar: Cha Ji-yeon, südkoreanische Schauspielerin und Sängerin
- 22. Februar: Georg Neuhauser, österreichischer Historiker und Metal-Sänger
- 24. Februar: Shekib Mosadeq, afghanischer Sänger, Komponist, Dichter, Autor und sozialer Aktivist
- 24. Februar: Janosch Rathmer, deutscher Schlagzeuger
- 28. Februar: Stefan Ulbricht, deutscher Boogie-Woogie-, Blues-, Rock-&-Roll- und Jazz-Pianist

### März
- 06. März: Ayman al-Aatar, arabischer Sänger
- 10. März: Staysman, norwegischer Sänger, Songwriter und Moderator
- 15. März: Thea Garrett, maltesische Sängerin
- 18. März: Inga Aršakyan, armenische Musikerin
- 19. März: Bierkapitän, deutscher Schlagersänger
- 19. März: DJ Crypt, deutscher Hip-Hop-DJ, Graffiti-Künstler und Produzent
- 26. März: J-five, US-amerikanischer Rapper
- 26. März: Michael Tschuggnall, österreichischer Pop-Sänger
- 28. März: Barei, spanische Sängerin
- 30. März: A-Trak, kanadischer DJ
- 30. März: Louis Marcel Powell de Aquino, brasilianischer Gitarrist
- 30. März: Sabrina, portugiesische Popsängerin
- 30. März: Eneda Tarifa, albanische Sängerin und TV-Moderatorin
- 31. März: Jay Khan, britischer Pop- und Schlagersänger und Songwriter

### April
- 03. April: Sofia Boutella, algerische Tänzerin und Schauspielerin

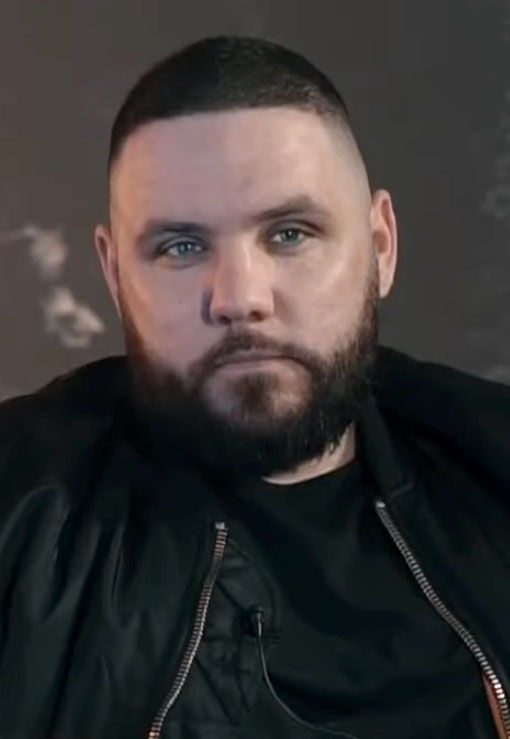
Fler; * 3. April

- 03. April: Fler, deutscher Rapper
- 09. April: Joyello Sabatelli, deutsch-italienischer Popsänger, Entertainer, Songwriter und Schauspieler
- 13. April: Jennah Karthes, deutsche Schauspielerin und Schlagersängerin
- 14. April: Deen, bosnisch-herzegowinischer Sänger
- 17. April: Barbara Weldens, französische Sängerin und Songwriterin
- 19. April: Blitz Bazawule, ghanaischer Rapper, Singer-Songwriter, Plattenproduzent, Autor, Künstler und Filmemacher
- 19. April: Dj Tubet, italienischer Rapper
- 20. April: Jacqueline Govaert, niederländische Rockmusikerin (Gesang, Piano, Songwriting)
- 20. April: Kid Harpoon, britischer Songwriter und Musikproduzent
- 21. April: Walter Olmos, argentinischer Cuarteto-Sänger († 2002)
- 22. April: Cassidy Freeman, US-amerikanische Schauspielerin und Musikerin

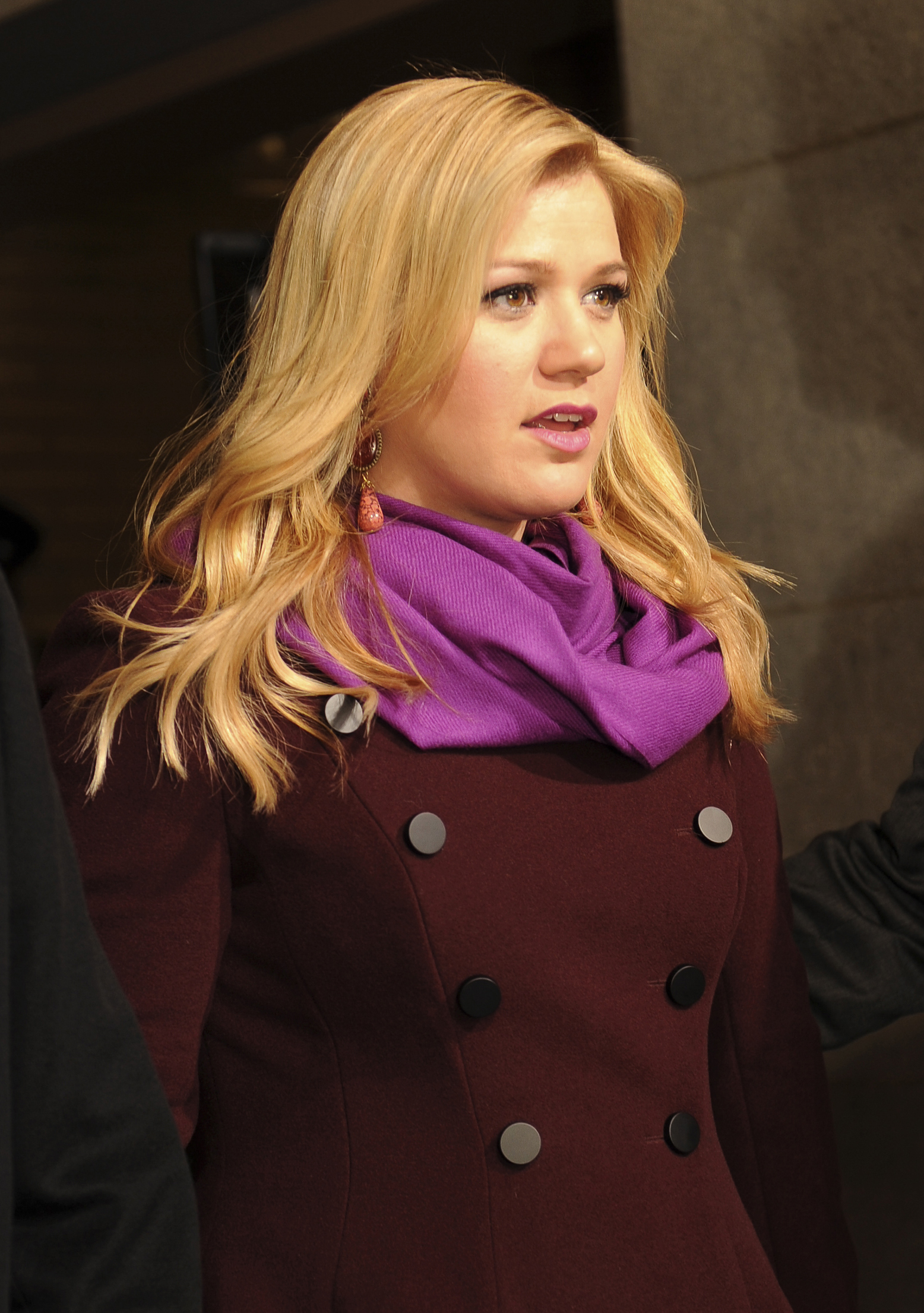
Kelly Clarkson; * 24. April

- 24. April: Kelly Clarkson, US-amerikanische Popsängerin
- 24. April: Maryja Kalesnikawa, belarussische Bürgerrechtlerin und Flötistin
- 26. April: Nadja Benaissa, deutsche Sängerin
- 29. April: John O’Callaghan, irischer Trance-DJ und Musikproduzent
- 29. April: Travis Smith, US-amerikanischer Schlagzeuger
- 30. April: Lloyd Banks, US-amerikanischer Rapper

### Mai
- 01. Mai: Ambrose Akinmusire, US-amerikanischer Jazztrompeter, Bandleader und Komponist
- 01. Mai: Anya Lahiri, britische Schauspielerin, Sängerin und Model
- 06. Mai: Ilya Friedberg, russisch-israelischer Pianist
- 06. Mai: Gipsy, tschechischer Rapper
- 14. Mai: Pia Malo, deutsche Schlagersängerin
- 14. Mai: Beardyman, britischer Multivokalist, Musiker, Webvideoproduzent und Komödiant
- 15. Mai: Layāl Abboud, libanesische Popsängerin

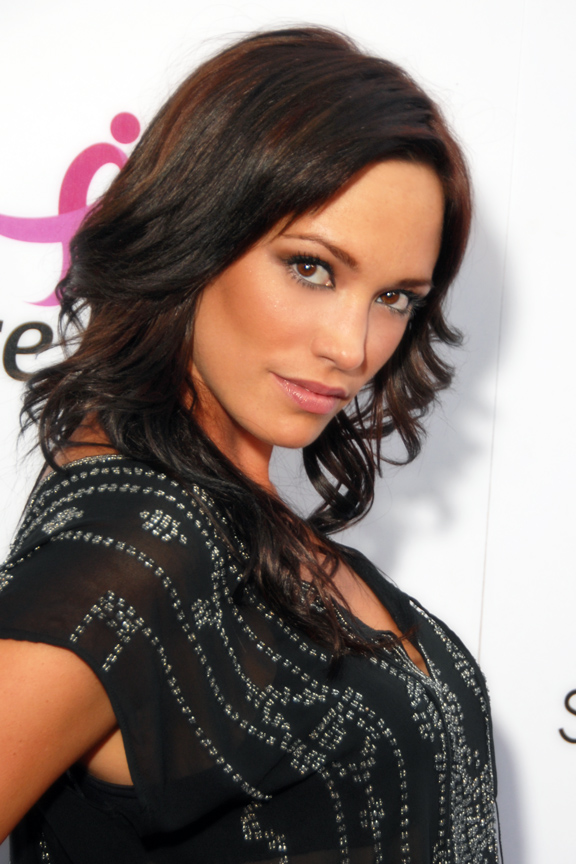
Jessica Sutta; * 15. Mai

- 15. Mai: Jessica Sutta, US-amerikanische Sängerin und Tänzerin (Pussycat Dolls)
- 15. Mai: Alja Velkaverh, slowenische Flötistin
- 16. Mai: Billy Crawford, philippinischer Sänger, Tänzer, Produzent, Songwriter und Schauspieler
- 20. Mai: Gunnar Astrup, deutscher Musiker
- 20. Mai: Aili Ikonen, finnische Jazzsängerin, Komponistin und Texterin
- 20. Mai: Natallja Padolskaja, belarussische Sängerin
- 23. Mai: Malene Mortensen, dänische Sängerin
- 24. Mai: Dominic Saleh-Zaki, deutscher Schauspieler und Sänger
- 24. Mai: Kim Frank, deutscher Schauspieler und Sänger
- 25. Mai: Esmé Bianco, britische Schauspielerin und Burlesque-Tänzerin
- 25. Mai: Mike Block, US-amerikanischer Cellist
- 25. Mai: Amanda Rheaume, kanadische Singer-Songwriterin und Folksängerin
- 26. Mai: Morten Breum, dänischer EDM-DJ und Musikproduzent
- 29. Mai: Ailyn, spanische Sängerin
- 29. Mai: Niklas Barnö, schwedischer Jazz- und Improvisationsmusiker (Trompete, Flöte, Komposition)

### Juni
- 03. Juni: Klára Hajdu, ungarische Jazzmusikerin
- 04. Juni: Jin Au-Yeung, US-amerikanischer Rapper und Schauspieler
- 06. Juni: Uku Suviste, estnischer Sänger, Singer-Songwriter, Musikproduzent und Pianist
- 06. Juni: Nino Tschcheidse, georgische Sängerin, Songwriterin und Hutdesignerin
- 07. Juni: Amy Nuttall, britische Schauspielerin und Sängerin
- 09. Juni: Connect-R, rumänischer Hip-Hop- und Popmusiker, Musikproduzent und Schauspieler

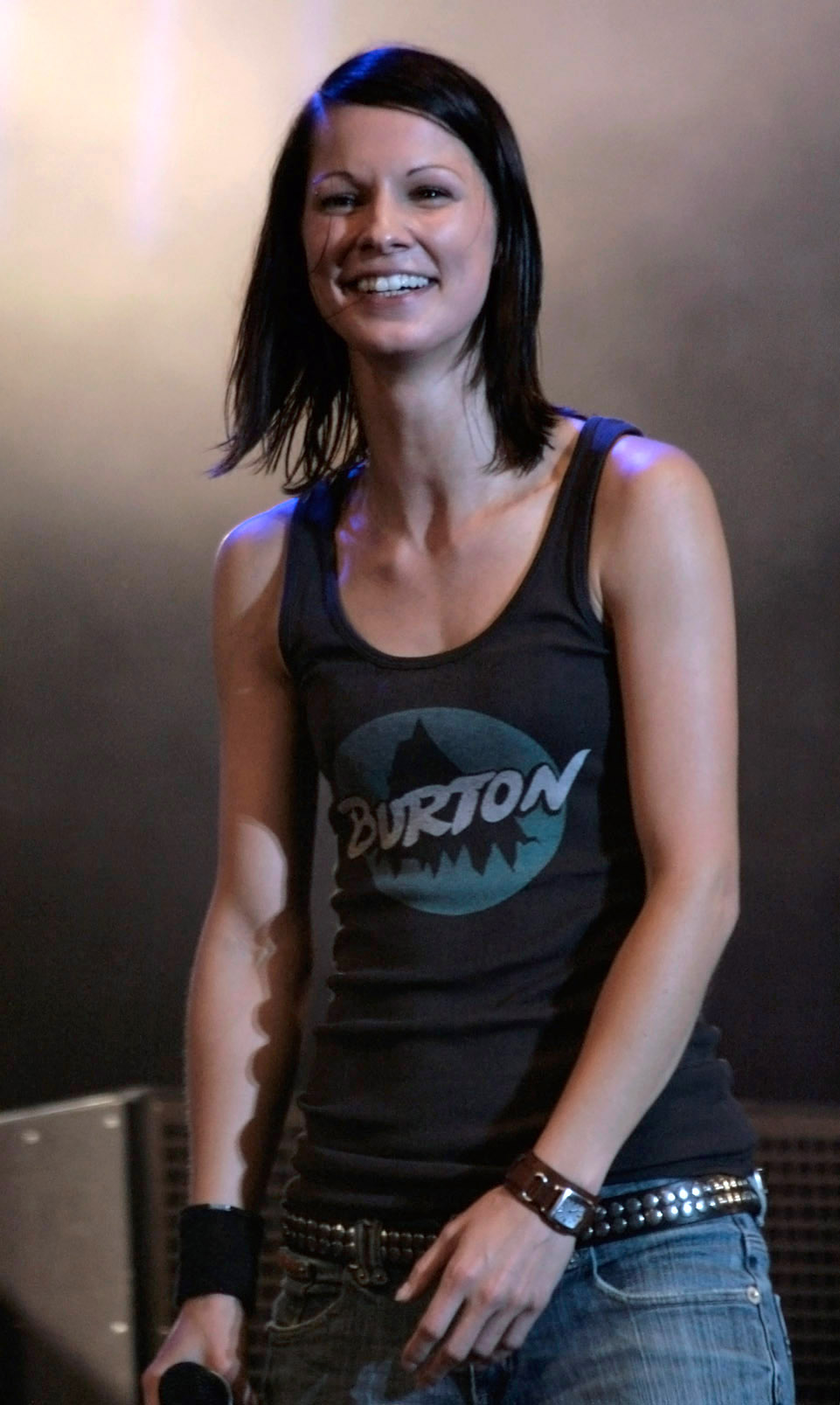
Christina Stürmer; * 9. Juni

- 09. Juni: Christina Stürmer, österreichische Popsängerin
- 10. Juni: Júlio Resende, portugiesischer Jazzmusiker
- 10. Juni: Sebastian Schuster, deutscher Jazz- und Weltmusiker (Kontrabass, Komposition)
- 12. Juni: Carson Cooman, US-amerikanischer Organist und Komponist

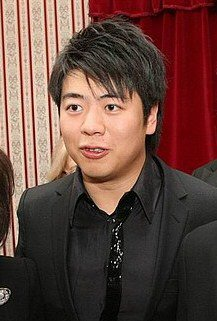
Lang Lang; * 14. Juni

- 14. Juni: Lang Lang, chinesischer Pianist
- 14. Juni: Volkan Melendiz, deutscher Popmusiker
- 16. Juni: Christoph Letkowski, deutscher Schauspieler und Musiker
- 20. Juni: Example, britischer Rapper und Musiker
- 22. Juni: Isabel Edvardsson, schwedische Tänzerin und mehrfache deutsche Meisterin in Standardtänzen
- 23. Juni: Ben Paterson, US-amerikanischer Jazzmusiker
- 23. Juni: Johannes Stolle, deutscher Musiker
- 24. Juni: Lotte Verbeek, niederländische Schauspielerin, Sängerin, Tänzerin und Model
- 25. Juni: Paola, griechische Sängerin
- 25. Juni: Rain, südkoreanischer Sänger und Schauspieler
- 26. Juni: Crada, deutscher Hip-Hop- und Pop-Produzent
- 28. Juni: Thomas Martiens, deutscher Executive Producer, Podcaster und Musiker

### Juli
- 01. Juli: Genevieve Artadi, US-amerikanische Singer-Songwriterin und Keyboarderin
- 01. Juli: Anelija Georgiewa Atanasowa, bulgarische Sängerin
- 01. Juli: Dr. Pop, deutscher Musikkabarettist, Stand-Up-Comedian, Moderator, Autor und Musikwissenschaftler
- 03. Juli: Lola Astanova, russische Pianistin
- 06. Juli: Berlinde Deman, belgische Jazzmusikerin (Tuba, Serpent, Euphonium)
- 07. Juli: Cassidy, US-amerikanischer Rapper
- 11. Juli: Guðrun Sólja Jacobsen, färöische Sängerin
- 14. Juli: Sōichi Muraji, japanischer Gitarrist
- 15. Juli: Carl Espen, norwegischer Sänger
- 18. Juli: Priyanka Chopra Jonas, indische Schauspielerin, Sängerin und Schönheitskönigin
- 25. Juli: Alonzo, französischer Rapper
- 28. Juli: Ágústa Eva Erlendsdóttir, isländische Schauspielerin und Sängerin

### August
- 04. August: Öykü Gürman, türkische Schauspielerin und Sängerin
- 05. August: Tobias Regner, deutscher Sänger und dritter Sieger von Deutschland sucht den Superstar
- 07. August: Martin Vučić, nordmazedonischer Popsänger
- 13. August: Max Alberti, deutscher Schauspieler und Musiker

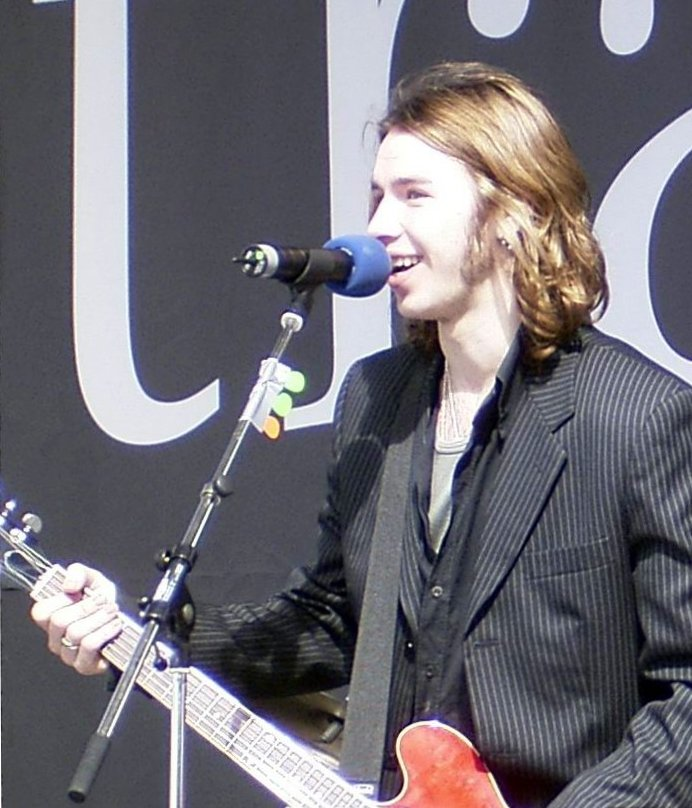
Gil Ofarim; * 13. August

- 13. August: Gil Ofarim, deutsch-jüdischer Musiker und Schauspieler
- 16. August: Ummet Ozcan, niederländischer DJ und Musikproduzent
- 18. August: Monroe, deutscher Musikproduzent, Autor und Verleger
- 20. August: Rosalba Pippa, italienische Pop-Sängerin

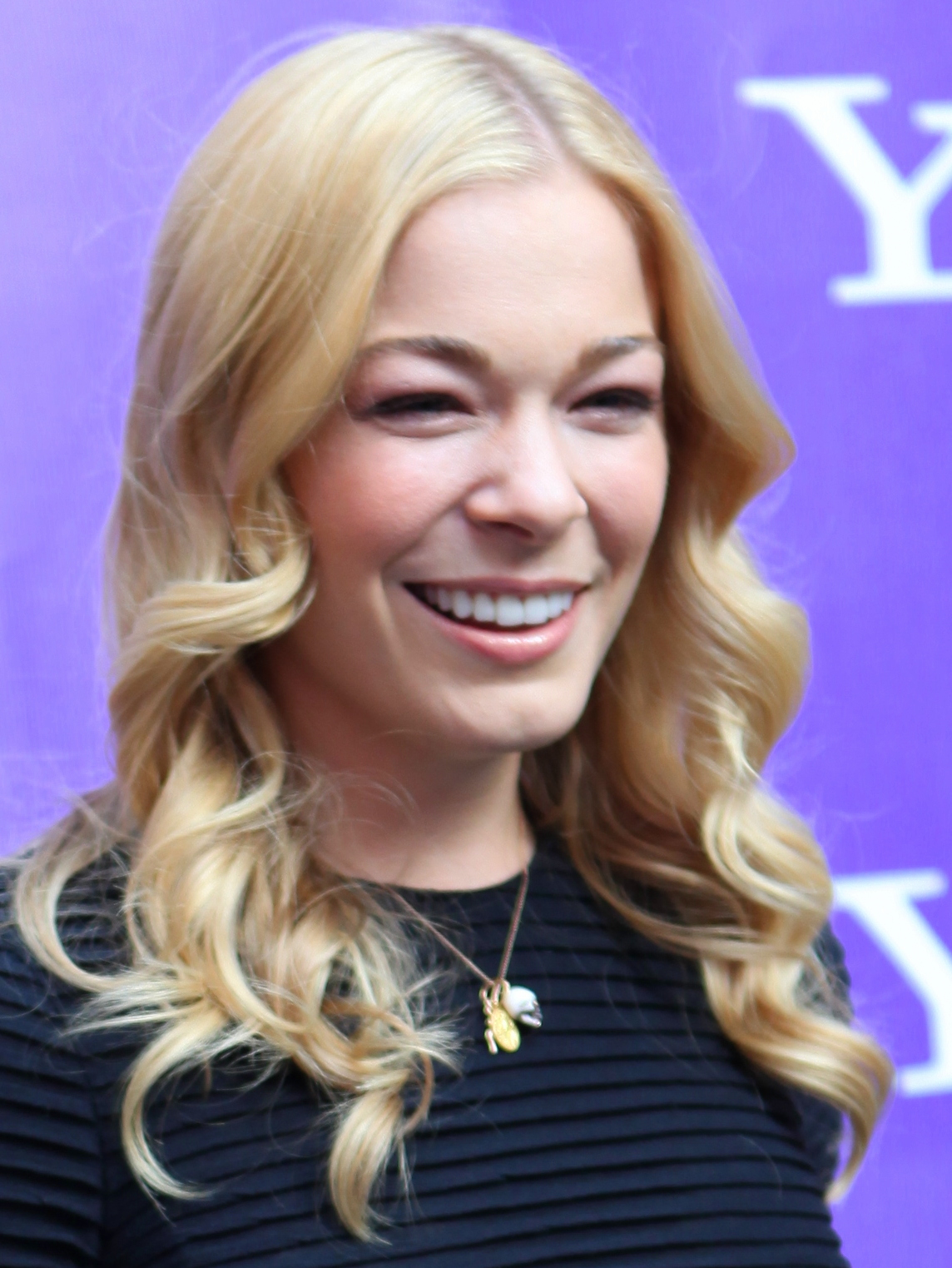
LeAnn Rimes; * 28. August

- 28. August: LeAnn Rimes, US-amerikanische Sängerin
- 28. August: Lena Swanberg, schwedische Jazzsängerin und Singer-Songwriterin
- 29. August: A+, US-amerikanischer Rapper
- 29. August: Felix von Jascheroff, deutscher Filmschauspieler und Sänger
- 29. August: Christian Lorenzen, deutscher Improvisationsmusiker (E-Piano, Synthesizer)
- 31. August: Patrick Nuo, Schweizer Sänger

### September
- 02. September: Mikel Patrick Avery, US-amerikanischer Jazzmusiker (Schlagzeug, Komposition)
- 04. September: Hildur Guðnadóttir, isländische Cellistin und Komponistin
- 05. September: Sondre Lerche, norwegischer Sänger, Gitarrist und Songwriter
- 06. September: Winston McCall, australischer Sänger
- 09. September: Francesco Gabbani, italienischer Musiker
- 09. September: Ai Ōtsuka, japanische Sängerin und Liedermacherin
- 13. September: Soraya Arnelas, spanische Popsängerin
- 14. September: SoShy, französisch-amerikanische Pop- und R’n’B-Singer-Songwriterin
- 17. September: Stephen Barton, britischer Komponist
- 19. September: Marco Rodrigues, portugiesischer Fado-Sänger
- 22. September: Onur Abaci, türkisch-österreichischer Opernsänger
- 24. September: Defkhan, deutsch-türkischer Rapper

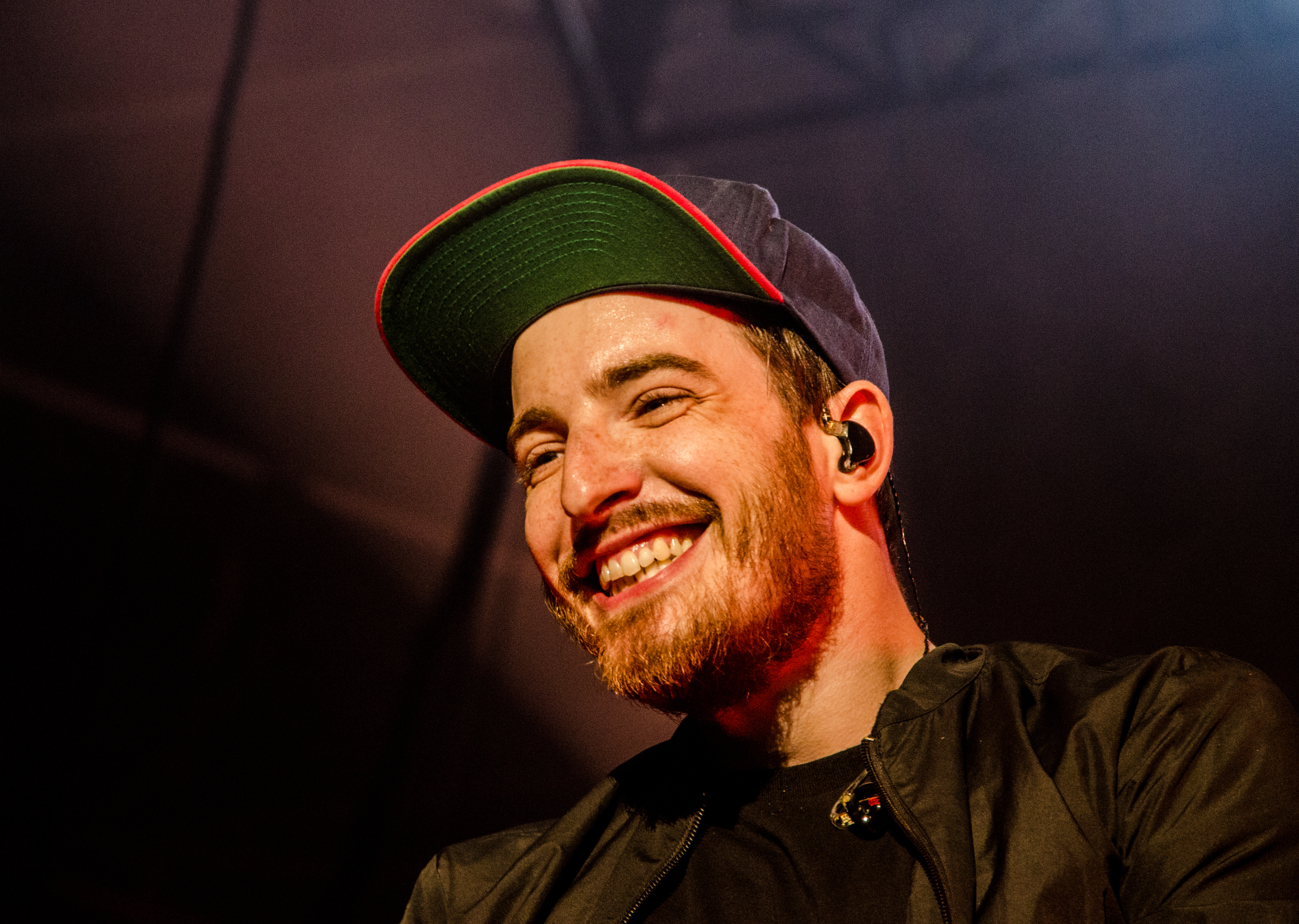
Casper; * 25. September

- 25. September: Casper, deutscher Rapper
- 26. September: Axel Hirsoux, belgischer Popsänger
- 27. September: Arta Arnicane, lettische Pianistin
- 27. September: Lil Wayne, US-amerikanischer Rapper
- 28. September: Nolwenn Leroy, bretonische Sängerin
- 28. September: Virginia Maestro, spanische Singer-Songwriterin
- 29. September: Maria Cecilia Muñoz, argentinische Querflötistin
- 00. September: Aṣa, französisch-nigerianische Sängerin und Songschreiberin

### Oktober
- 01. Oktober: Andreas Herde, deutscher Musiker
- 01. Oktober: Sandra Oxenryd, schwedische Popsängerin
- 04. Oktober: Richard Andersson, dänischer Jazzmusiker
- 05. Oktober: Yasemin Akkar, deutsch-türkische Sängerin
- 13. Oktober: Robbert Dessauvagie, niederländischer Popsänger (Banaroo)
- 16. Oktober: Dragan Ignjic, serbischer Trompeter und Flügelhornist
- 18. Oktober: Switlana Loboda, ukrainische Sängerin, Moderatorin und Modedesignerin
- 18. Oktober: Thierry Amiel, französischer Popsänger
- 22. Oktober: Lukas Thöni, Schweizer Jazzmusiker
- 25. Oktober: Ryō Nagamatsu, japanischer Komponist von Videospielmusik
- 27. Oktober: Jessy Matador, französischer Sänger und Tänzer
- 27. Oktober: Joana Zimmer, deutsche Sängerin
- 28. Oktober: Kuraki Mai, japanische J-Pop-Sängerin
- 28. Oktober: Vanja Radovanović, montenegrinischer Sänger und Komponist

### November
- 02. November: Fukada Kyōko, japanische Schauspielerin, Sängerin und Model
- 03. November: Henrik Freischlader, deutscher Bluesgitarrist und -sänger
- 06. November: Günther Fiala, österreichischer Komponist
- 09. November: Massiv, deutsch-palästinensischer Rapper
- 10. November: Ruth Lorenzo, spanische Sängerin und Komponistin
- 10. November: Sebastian Naglatzki, deutscher Opernsänger (Bassbariton)
- 13. November: DJ Stickle, österreichischer DJ und Produzent
- 18. November: Gracia Baur, deutsche Popsängerin
- 22. November: Steve Angello, griechisch-schwedischer House-DJ und Musikproduzent
- 23. November: Tristen, US-amerikanische Singer-Songwriterin

### Dezember
- 04. Dezember: Marten Laciny, deutscher Rapper
- 05. Dezember: DJ D, italienischer DJ

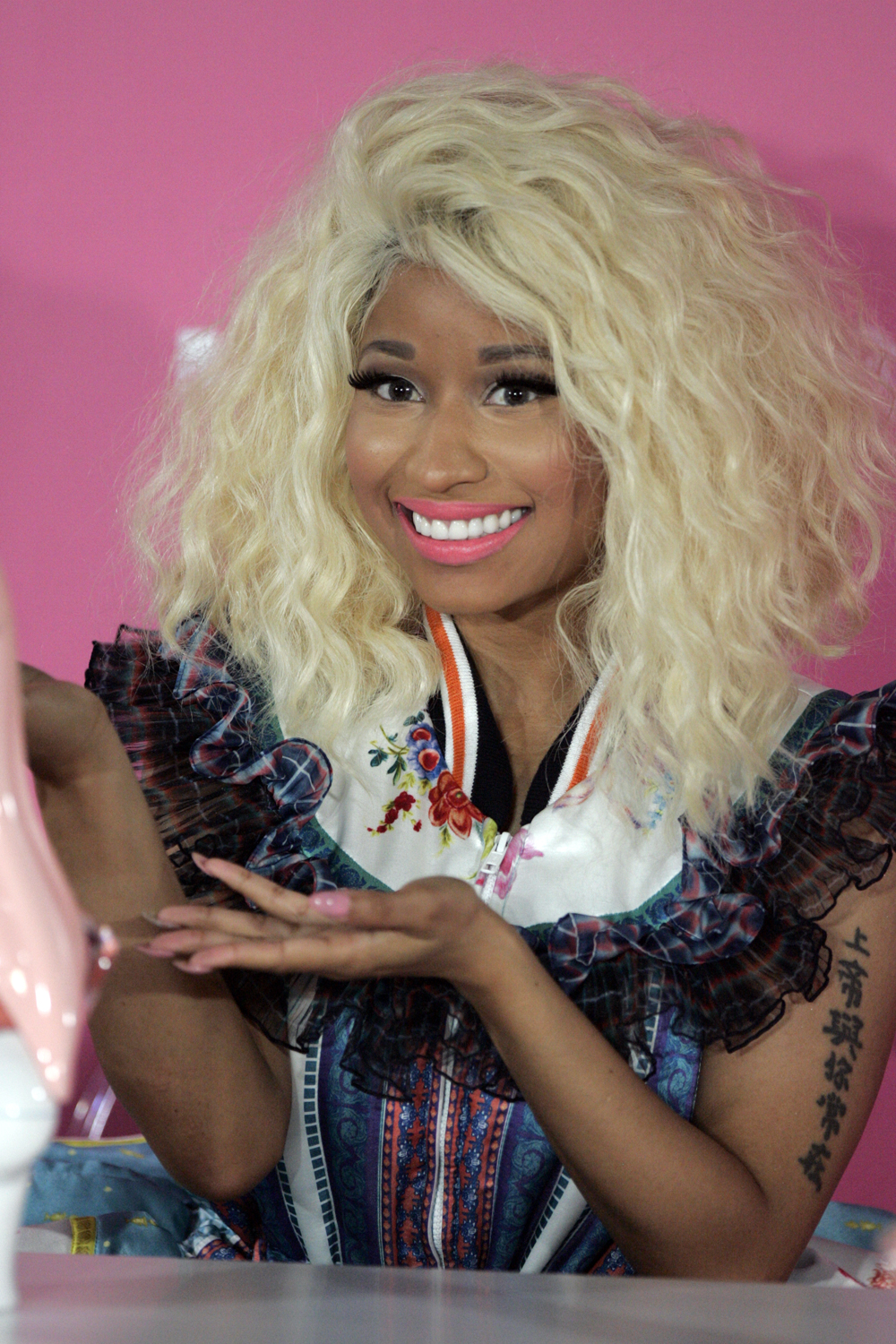
Nicki Minaj; * 8. Dezember

- 08. Dezember: Nicki Minaj, US-amerikanische Rapperin
- 12. Dezember: Phil Hanro, deutscher Musikproduzent
- 16. Dezember: Mei Feingold, israelische Sängerin
- 20. Dezember: Keny Arkana, französische Rapperin
- 22. Dezember: Jeffrey Campbell, jamaikanischer Musiker
- 22. Dezember: Shang Wenjie, chinesische Sängerin, Songwriterin, Schauspielerin und Unternehmerin
- 23. Dezember: Chang Han-na, südkoreanische Cellistin
- 23. Dezember: Tōru Kitajima, japanischer Rockmusiker und Singer-Songwriter
- 24. Dezember: Masaki Aiba, japanischer Sänger und Schauspieler
- 24. Dezember: Martin Doherty, schottischer Musiker, Sänger und Plattenproduzent

### Genaues Geburtsdatum unbekannt
- Katrin Beck, deutsche Musikwissenschaftlerin, Kulturmanagerin und Musikvermittlerin
- Jeffrey Beecher, US-amerikanischer Kontrabassist
- Francesco Bigoni, italienischer Jazzmusiker
- Maja Bogdanović, serbische Cellistin
- Johannes von Buttlar, deutscher Schlagzeuger
- Julien Chavaz, Schweizer Opern- und Theaterregisseur
- Ashley Fure, US-amerikanische Komponistin
- Bendik Giske, norwegischer Jazz- und Improvisationsmusiker (Saxophon, Komposition)
- Cameron Graves, US-amerikanischer Fusionmusiker
- Ilja Alexandrowitsch Gringolz, russischer Violinist und Hochschullehrer
- Joel Grip, schwedischer Improvisations- und Jazzmusiker (Kontrabass) und Produzent
- Solgerd Isalv, schwedische Opernsängerin
- Eric Jacobsen, US-amerikanischer Cellist und Dirigent
- Malcolm Jiyane, südafrikanischer Jazzmusiker (Posaune)
- Linda Jozefowski, Schweizer Jazzmusikerin
- Stelios Konstantas, zyprischer Popsänger
- Thomas Lacôte, französischer Komponist und Organist
- Maurice Louca, ägyptischer Fusion-Musiker
- Cora Venus Lunny, irische klassische Musikerin (Geige, Bratsche, Komposition)
- Giorgos Manolakis, griechischer Laouto- und Bouzoukispieler
- Maria Mazzotta, italienische Sängerin
- Martín Meléndez, kubanischer Jazzmusiker
- Maria Mokhova, russische Konzertorganistin und Musikpädagogin
- Daniel Oliver Moser, österreichischer Komponist
- Wieland Möller, deutscher Jazzmusiker (Schlagzeug)
- Stefan Neubert, deutscher Dirigent
- Maja Pawelke, deutsche Klarinettistin und Musikpädagogin
- Alexander Precht, deutscher Filmkomponist, Musikproduzent und Sound Designer
- Julia Reidenbach, deutsche Musikerin und Musikpädagogin
- Allison Russell, kanadische Americana-Musikerin
- Stéphane Scharlé, französischer Fusionmusiker (Schlagzeug, Komposition)
- Elnaz Seyedi, iranische Komponistin
- Márton Soós, ungarischer Jazzmusiker
- Sabine Stieger, österreichische Popsängerin
- Lutz Streun, südafrikanisch-deutscher Jazzmusiker
- Jan Van Hoecke, belgischer Blockflötist
- Guanqun Yu, chinesische Opern- und Konzertsängerin

### Geboren um 1982
- Dana Masters, US-amerikanische Soul- und Jazzsängerin

## Gestorben

### Januar
- 01. Januar: Stephanie Pellissier, deutsche Pianistin, Organistin und Chorleiterin (* 1893)
- 10. Januar: Lazar Weiner, US-amerikanischer Komponist und Chorleiter (* 1897)
- 18. Januar: Joseph Bopp, Schweizer Flötist und Komponist (* 1908)
- 19. Januar: Elis Regina, brasilianische Sängerin (* 1945)
- 30. Januar: Lightnin’ Hopkins, Country Blues-Gitarrist (* 1912)
- 31. Januar: Riccardo Nielsen, italienischer Komponist und Musikwissenschaftler (* 1908)
- 31. Januar: Florindo Sassone, argentinischer Tangogeiger, Bandleader und Tangokomponist (* 1912)

### Februar
- 04. Februar: Alex Harvey, schottischer Rockmusiker (* 1935)
- 08. Februar: Kurt Edelhagen, deutscher Bigband-Leader (* 1920)
- 11. Februar: Eleanor Powell, US-amerikanische Tänzerin, Sängerin und Schauspielerin (* 1912)

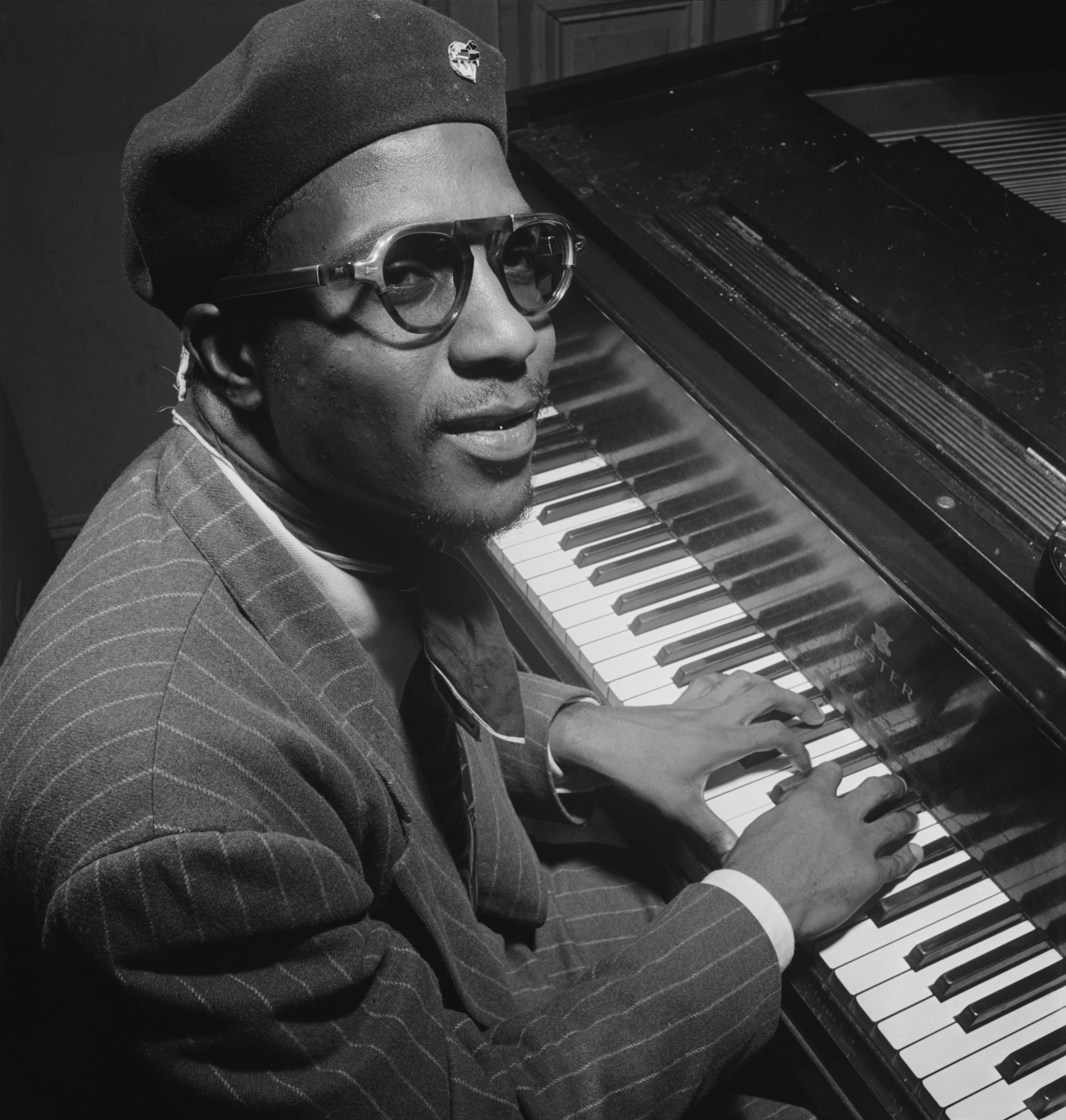
Thelonious Monk; † 17. Februar

- 17. Februar: Thelonious Monk, US-amerikanischer Jazzpianist und -komponist (* 1917)
- 21. Februar: Mischel Cherniavsky, kanadischer Cellist ukrainischer Herkunft (* 1893)
- 22. Februar: Arie den Arend, niederländischer Komponist und Organist (* 1903)
- 24. Februar: Virginia Bruce, US-amerikanische Schauspielerin und Sängerin (* 1910)
- 27. Februar: Jan Sypniewski, polnischer Musikwissenschaftler, Jazzkritiker und Autor (* 1923)

### März

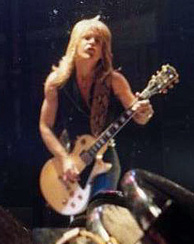
Randy Rhoads; † 19. März

- 19. März: Randy Rhoads, US-amerikanischer Rockgitarrist (* 1956)
- 24. März: Igor Gorin, US-amerikanischer Sänger, Schauspieler, Komponist und Musikpädagoge (* 1904)

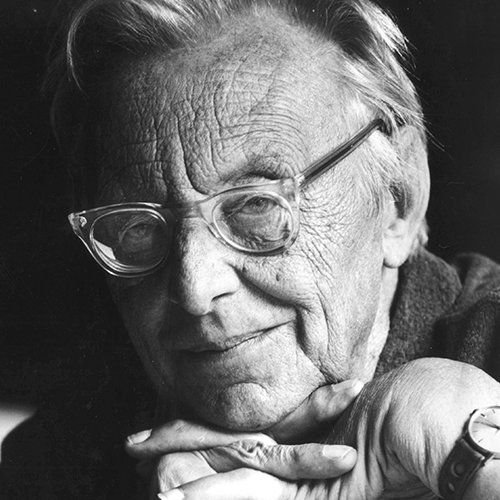
Carl Orff; † 29. März

- 29. März: Carl Orff, deutscher Komponist, Pädagoge und Mann des Theaters (* 1895)

### April
- 03. April: Felix Brodtbeck, Schweizer Chorleiter und Organist (* 1909)
- 09. April: Wilfrid Pelletier, kanadischer Dirigent und Pianist (* 1896)
- 15. April: Hans Weisz, rumäniendeutscher Kirchenmusiker und Komponist (* 1903)
- 16. April: Anatoli Nikolajewitsch Alexandrow, russischer Komponist (* 1888)
- 18. April: Hiroshi Ohguri, japanischer Komponist und Hornist (* 1918)
- 24. April: Awalmir, afghanischer Sänger, Musiker und Komponist (* 1931)
- 29. April: Herbert Collum, deutscher Kirchenmusiker (* 1914)

### Mai
- 05. Mai: Mauricio Cardozo Ocampo, paraguayischer Komponist (* 1907)
- 12. Mai: Humphrey Searle, englischer Komponist und Schüler von Anton von Webern (* 1915)
- 13. Mai: Kara Karajew, aserbaidschanischer Komponist (* 1918)
- 15. Mai: Birch Monroe, US-amerikanischer Country-Musiker (* 1901)
- 23. Mai: Renzo Bracesco, italienischer Komponist und Musikpädagoge (* 1888)
- 30. Mai: Armand Molinetti, französischer Jazzmusiker (Schlagzeug) (* 1913)

### Juni
- 03. Juni: Sergei Balassanjan, sowjetischer Komponist (* 1902)
- 08. Juni: William H. Brown Jr., US-amerikanischer Fernsehregisseur, Produzent und Komponist (* 1917)
- 10. Juni: Bernard Heinze, australischer Musiker, Dirigent und Musikpädagoge (* 1894)
- 13. Juni: Heinz Geyer, deutscher Dirigent und Komponist, tätig in Brasilien (* 1897)
- 14. Juni: George Tremblay, US-amerikanischer Komponist (* 1911)
- 14. Juni: Gottlieb Zeithammer, österreichischer Bassbariton (* 1904)
- 15. Juni: Art Pepper, US-amerikanischer Altsaxophonist (* 1925)
- 16. Juni: James Honeyman-Scott, britischer Gitarrist, Mitglied der Pretenders (* 1956)
- 26. Juni: Alfredo Marceneiro, Lissabonner Fado-Sänger (* 1891)

### Juli
- 02. Juli: DeFord Bailey, US-amerikanischer Countrymusiker (* 1899)
- 09. Juli: Kai Warner, deutscher Musiker (* 1926)

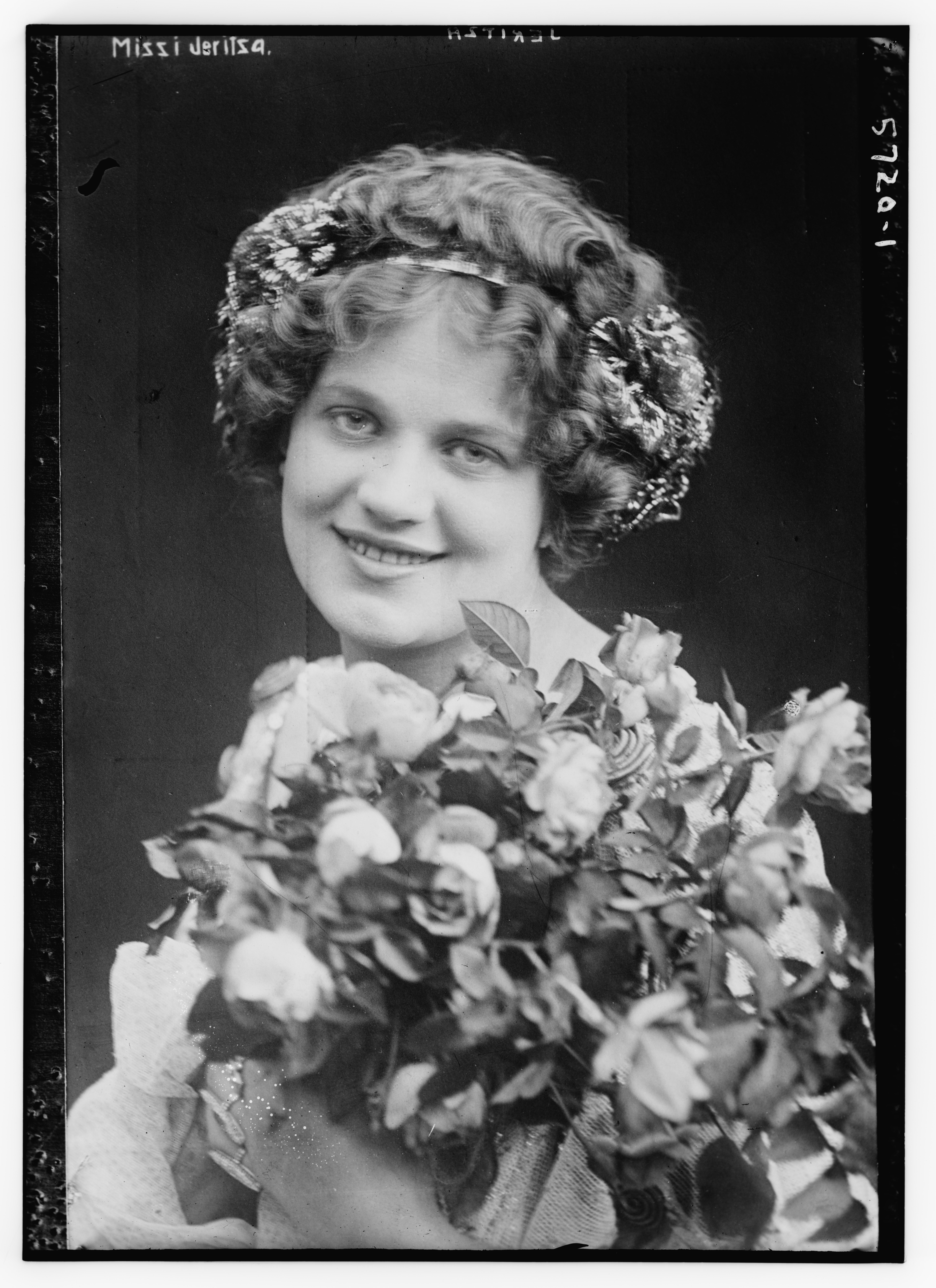
Maria Jeritza; † 10. Juli

- 10. Juli: Maria Jeritza, österreichische Kammersängerin (Sopran) (* 1887)
- 10. Juli: Rudolf Schoch, Schweizer Musikpädagoge, Komponist, Sänger, Chorleiter und Musikschriftsteller (* 1896)
- 15. Juli: Otto von Rohr, deutscher Opernsänger (* 1914)
- 18. Juli: Lionel Daunais, kanadischer Sänger, Opernregisseur und Komponist (* 1901)
- 22. Juli: Sonny Stitt, US-amerikanischer Saxophonist (* 1924)
- 27. Juli: Morris Pejoe, US-amerikanischer Blues-Gitarrist und Bandleader (* 1924)
- 28. Juli: Keith Green, amerikanischer Sänger und Komponist (* 1953)
- 28. Juli: Nick Lucas, US-amerikanischer Jazz- und Unterhaltungsmusiker (Gitarre, Gesang) (* 1897)
- 31. Juli: Queenie Paul, australische Schauspielerin, Sängerin und Tänzerin (* 1893)

### August
- 02. August: Rudolf Maros, ungarischer Komponist (* 1917)
- 04. August: Tex Atchison, US-amerikanischer Country-Musiker (* 1912)
- 04. August: Rolf Karlsen, norwegischer Komponist und Organist (* 1911)
- 05. August: Hedwig Michel, deutsche Autorin und Librettistin (* 1892)
- 09. August: Emanuel Kaláb, tschechischer Militärkapellmeister, Dirigent und Komponist (* 1895)
- 18. August: Samuel Hersenhoren, kanadischer Geiger und Dirigent (* 1908)
- 21. August: Maurice Onderet, belgischer Geiger und Musikpädagoge (* 1899)
- 24. August: Raúl Iriarte, argentinischer Tangosänger (* 1916)
- 28. August: Ludwik Stefański, polnischer Pianist und Musikpädagoge (* 1917)

### September
- 12. September: Franz Grothe, deutscher Komponist (* 1908)
- 14. September: Pablo Garrido, chilenischer Komponist und Jazzmusiker (* 1905)
- 17. September: Manos Loïzos, griechischer Komponist (* 1937)
- 19. September: Samuel Barlow, US-amerikanischer Komponist (* 1892)
- 27. September: Thomas C. Chattoe, kanadischer Organist, Chorleiter und Musikpädagoge (* 1890)
- 30. September: Juliette Alvin, französisch-britische Cellistin und Musiktherapeutin (* 1897)

### Oktober
- 03. Oktober: Adam Kopyciński, polnischer Dirigent, Pianist, Sänger und Komponist (* 1907)
- 04. Oktober: Michael Aures, deutscher Musikpädagoge (* 1888)

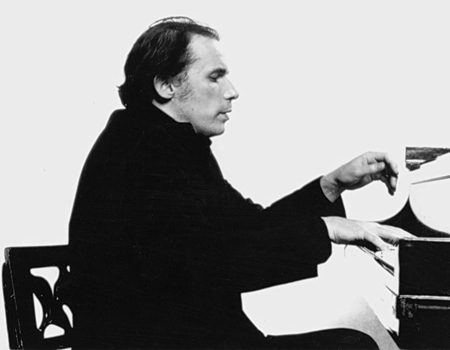
Glenn Gould; † 4. Oktober

- 04. Oktober: Glenn Gould, kanadischer Pianist, Komponist, Musikautor (* 1932)
- 13. Oktober: Tudor Ciortea, rumänischer Komponist (* 1903)
- 16. Oktober: Jakov Gotovac, kroatischer Komponist und Dirigent (* 1895)
- 16. Oktober: Mario Del Monaco, italienischer Opernsänger (Tenor) (* 1915)
- 18. Oktober: Béla Radics, ungarischer Rockmusiker, Gitarrist und Sänger (* 1946)
- 24. Oktober: Jacques Klein, brasilianischer Komponist (* 1930)
- 29. Oktober: William Lloyd Webber, englischer Kirchenmusiker und Komponist (* 1914)

### November
- 01. November: Ray Draper, US-amerikanischer Jazz-Tubist (* 1940)
- 01. November: Leighton Lucas, englischer Komponist und Dirigent (* 1903)
- 07. November: Bully Buhlan, deutscher Jazz- und Schlagersänger, Pianist und Schauspieler (* 1924)
- 07. November: Salvador Contreras, mexikanischer Komponist (* 1910)
- 08. November: Karl O. Koch, deutscher Musikmanager, Produzent und Opernregisseur (* 1911)
- 08. November: Oscar Serpa, argentinischer Tangosänger und Gitarrist (* 1919)
- 17. November: Eduard Tubin, schwedischer Komponist (* 1905)
- 22. November: Max Deutsch, französischer Komponist, Dirigent und Musikpädagoge (* 1892)
- 24. November: Bohumír Štědroň, tschechischer Musikwissenschaftler und Pianist (* 1905)
- 26. November: Juhan Aavik, estnischer Komponist (* 1884)

### Dezember
- 02. Dezember: Lindley Evans, australischer Pianist, Musikpädagoge und Komponist (* 1895)
- 03. Dezember: Louis Auriacombe, französischer Dirigent (* 1917)
- 05. Dezember: Eduardo Sáinz de la Maza, spanischer Komponist und Gitarrist (* 1903)
- 07. Dezember: Sam Theard, US-amerikanischer Sänger und Songwriter (* 1904)
- 08. Dezember: Marty Robbins, US-amerikanischer Country-Sänger und Songwriter (* 1925)
- 09. Dezember: Paul Godwin, deutsch-niederländischer Violinist und Orchesterleiter (* 1902)
- 11. Dezember: Lazy Bill Lucas, US-amerikanischer Bluesmusiker (* 1918)
- 11. Dezember: Erhard Mauersberger, Organist, Musiklehrer und Chordirigent (* 1903)
- 16. Dezember: Toña la Negra, mexikanische Sängerin (* 1912)
- 17. Dezember: Big Joe Williams, US-amerikanischer Blues-Gitarrist, Sänger und Songschreiber (* 1903)
- 19. Dezember: Jean-Jacques Grunenwald, französischer Organist, Komponist und Musikpädagoge (* 1911)
- 20. Dezember: Don Law, britisch-amerikanischer Musikproduzent (* 1902)
- 20. Dezember: Milan Ristić, serbischer Komponist und Pianist (* 1908)
- 20. Dezember: Arthur Rubinstein, polnisch-amerikanischer Pianist (* 1887)
- 27. Dezember: Erwin Bootz, deutscher Pianist (* 1907)

### Genaues Todesdatum unbekannt
- Peter Earl Anderza, US-amerikanischer Altsaxophonist (* 1933)
- Djane Lavoie-Herz, kanadische Pianistin und Musikpädagogin (* 1889)